# 1992
| [ Edytuj tabelę ]                                                  | |
| Prezydent Polski                                                   | - 1990 Lech Wałęsa 1995 |
| Premier Polski                                                     | - 1991 Jan Olszewski 1992 - 1992 Waldemar Pawlak (bez gabinetu) 1992 - 1992 Hanna Suchocka 1993                                                    |
| Premier Abchazji                                                   | - 1992 Waża Zarandia 1993 |
| Prezydent Afganistanu                                              | - 1987 Mohammad Nadżibullah 1992 - 1992 Abdurrahim Hatef 1992 - 1992 Sibghatullah Modżaddedi 1992 - 1992 Burhanuddin Rabbani 1996                  |
| Premier Afganistanu                                                | - 1990 Fazal Hak Chalikjar 1992 - 1992 Abdussabur Farid Kuhestani 1992                                                                             |
| Prezydent Albanii                                                  | - 1991 Ramiz Alia 1992 - 1992 Sali Berisha 1997 |
| Premier Albanii                                                    | - 1991 Vilson Ahmeti 1992 - 1992 Aleksandër Meksi 1997                                                                                             |
| Prezydent Algierii                                                 | - 1979 Szadli Bendżedid 1992 - 1992 Mohamed Boudiaf 1992 - 1992 Ali Kafi 1994                                                                      |
| Premier Algierii                                                   | - 1991 Sid Ahmed Ghozali 1992 - 1992 Belaid Abdessalam 1993                                                                                        |
| Współksiążęta Andory                                               | - 1971 Joan Martí i Alanís 2003 - 1981 François Mitterrand 1995                                                                                    |
| Premier Andory                                                     | - 1990 Òscar Ribas Reig 1994 |
| Prezydent Angoli                                                   | - 1979 José Eduardo dos Santos 2017 |
| Premier Angoli                                                     | - 1991 Fernando José de Franca Dias van Dúnem 1992 - 1992 Marcolino Moco 1996                                                                      |
| Premier Antigui i Barbudy                                          | - 1981 Vere Cornwall Bird 1994 |
| Król Arabii Saudyjskiej                                            | - 1982 Fahd ibn Abd al-Aziz Al Su’ud 2005 |
| Prezydent Argentyny                                                | - 1989 Carlos Saúl Menem 1999 |
| Prezydent Armenii                                                  | - 1991 Lewon Ter-Petrosjan 1998 |
| Premier Armenii                                                    | - 1991 Gagik Harutiunian 1992 - 1992 Chosrow Harutiunian 1993                                                                                      |
| Premier Australii                                                  | - 1991 Paul Keating 1996 |
| Prezydent Austrii                                                  | - 1986 Kurt Waldheim 1992 - 1992 Thomas Klestil 2004                                                                                               |
| Kanclerz Austrii                                                   | - 1986 Franz Vranitzky 1997 |
| Prezydent Azerbejdżanu                                             | - 1991 Ayaz Mütəllibov 1992 - 1992 Yaqub Məmmədov 1992 - 1992 Ayaz Mütəllibov 1992 - 1992 İsa Qəmbər 1992 - 1992 Əbülfəz Elçibəy 1993              |
| Premier Azerbejdżanu                                               | - 1991 Həsən Həsənov 1992 - 1992 Rəhim Hüseynov 1993                                                                                               |
| Premier Bahamów                                                    | - 1973 Lynden Pindling 1992 - 1992 Hubert Ingraham 2002                                                                                            |
| Emir Bahrajnu                                                      | - 1971 Isa ibn Salman Al Chalifa 1999 |
| Premier Bahrajnu                                                   | - 1970 Chalifa ibn Salman Al Chalifa 2020 |
| Prezydent Bangladeszu                                              | - 1991 Abdur Rahman Biswas 1996 |
| Premier Bangladeszu                                                | - 1991 Chaleda Zia 1996 |
| Premier Barbadosu                                                  | - 1987 Erskine Sandiford 1994 |
| Król Belgów                                                        | - 1951 Baudouin 1993 |
| Premier Belgii                                                     | - 1981 Wilfried Martens 1992 - 1992 Jean-Luc Dehaene 1999                                                                                          |
| Premier Belize                                                     | - 1989 George Cadle Price 1993 |
| Prezydent Beninu                                                   | - 1991 Nicéphore Soglo 1996 |
| Król Bhutanu                                                       | - 1972 Jigme Singye Wangchuck 2006 |
| Premier Bhutanu                                                    | - 1964 urząd zniesiony 1998 |
| Prezydent Białorusi                                                | - 1991 Stanisłau Szuszkiewicz 1994 |
| Premier Białorusi                                                  | - 1991 Wiaczasłau Kiebicz 1994 |
| Prezydent Boliwii                                                  | - 1989 Jaime Paz Zamora 1993 |
| Prezydent Bośni i Hercegowiny                                      | - 1992 Alija Izetbegović 1996 |
| Premier Bośni i Hercegowiny                                        | - 1990 Jure Pelivan 1992 - 1992 Mile Akmadžić 1993                                                                                                 |
| Prezydent Botswany                                                 | - 1980 Quett Masire 1998 |
| Prezydent Brazylii                                                 | - 1989 Fernando Collor de Mello 1992 - 1992 Fernando Henrique Cardoso 2003                                                                         |
| Sułtan Brunei                                                      | - 1967 Hassanal Bolkiah |
| Prezydent Bułgarii                                                 | - 1990 Żelu Żelew 1997 |
| Premier Bułgarii                                                   | - 1991 Filip Dimitrow 1992 - 1992 Luben Berow 1994                                                                                                 |
| Prezydent Burkiny Faso                                             | - 1987 Blaise Compaoré 2014 |
| Premier Burkiny Faso                                               | - 1992 Youssouf Ouédraogo 1994 |
| Prezydent Burundi                                                  | - 1987 Pierre Buyoya 1993 |
| Premier Burundi                                                    | - 1988 Adrien Sibomana 1993 |
| Prezydent Chile                                                    | - 1990 Patricio Aylwin 1994 |
| Przewodniczący ChRL                                                | - 1988 Yang Shangkun 1993 |
| Premier Chin                                                       | - 1987 Li Peng 1998 |
| Prezydent Chorwacji                                                | - 1991 Franjo Tuđman 1999 |
| Premier Chorwacji                                                  | - 1991 Franjo Gregurić 1992 - 1992 Hrvoje Šarinić 1993                                                                                             |
| Prezydent Cypru                                                    | - 1988 Jorgos Wasiliu 1993 |
| Prezydent Cypru Północnego                                         | - 1983 Rauf Denktaş 2005 |
| Prezydent Czadu                                                    | - 1990 Idriss Déby 2021 |
| Premier Czadu                                                      | - 1991 Jean Alingué Bawoyeu 1992 - 1992 Joseph Yodoyman 1993                                                                                       |
| Prezydent Czechosłowacji                                           | - 1989 Václav Havel 1992 |
| Premier Czechosłowacji                                             | - 1989 Marián Čalfa 1992 - 1992 Jan Stráský 1992                                                                                                   |
| Król Danii                                                         | - 1972 Małgorzata II 2024 |
| Premier Danii                                                      | - 1982 Poul Schlüter 1993 |
| Dalajlama                                                          | - 1940 Tenzin Gjaco |
| Prezydent Dominikany                                               | - 1986 Joaquín Balaguer 1996 |
| Prezydent Dominiki                                                 | - 1983 Clarence Seignoret 1993 |
| Premier Dominiki                                                   | - 1980 Eugenia Charles 1995 |
| Prezydent Dżibuti                                                  | - 1977 Hasan Guled Aptidon 1999 |
| Premier Dżibuti                                                    | - 1978 Barkat Gourad Hamadou 2001 |
| Prezydent Egiptu                                                   | - 1981 Husni Mubarak 2011 |
| Premier Egiptu                                                     | - 1986 Atif Sidki 1996 |
| Prezydent Ekwadoru                                                 | - 1988 Rodrigo Borja Cevallos 1992 - 1992 Sixto Durán Ballén 1996                                                                                  |
| Prezydent Estonii                                                  | - 1992 Lennart Meri 2001 |
| Premier Estonii                                                    | - 1991 Edgar Savisaar (tym.) 1992 - 1992 Tiit Vähi (tym.) 1992 - 1992 Mart Laar 1994                                                               |
| Prezydent Etiopii                                                  | - 1991 Meles Zenawi 1995 |
| Premier Etiopii                                                    | - 1991 Tamirat Layne (tymcz.) 1995 |
| Przew. Komisji Europejskiej                                        | - 1985 Jacques Delors (Francja) 1995 |
| Prezydent Fidżi                                                    | - 1987 Penaia Ganilau 1993 |
| Premier Fidżi                                                      | - 1987 Kamisese Mara 1992 - 1992 Sitiveni Rabuka 1999                                                                                              |
| Prezydent Filipin                                                  | - 1986 Corazon Aquino 1992 - 1992 Fidel Ramos 1998                                                                                                 |
| Prezydent Finlandii                                                | - 1981 Mauno Koivisto 1994 |
| Premier Finlandii                                                  | - 1991 Esko Aho 1995 |
| Prezydent Francji                                                  | - 1981 François Mitterrand 1995 |
| Premier Francji                                                    | - 1991 Édith Cresson 1992 - 1992 Pierre Bérégovoy 1993                                                                                             |
| Prezydent Gabonu                                                   | - 1967 Omar Bongo 2009 |
| Premier Gabonu                                                     | - 1990 Casimir Oyé-Mba 1994 |
| Prezydent Gambii                                                   | - 1970 Dawda Kairaba Jawara 1994 |
| Prezydent Ghany                                                    | - 1981 Jerry John Rawlings 2001 |
| Prezydent Grecji                                                   | - 1990 Konstandinos Karamanlis 1995 |
| Premier Grecji                                                     | - 1990 Konstandinos Mitsotakis 1993 |
| Premier Grenady                                                    | - 1990 Nicholas Brathwaite 1995 |
| Prezydent Gruzji                                                   | - 1991 Zwiad Gamsachurdia 1992 |
| Premier Gruzji                                                     | - 1991 Besarion Guguszwili 1992 - 1992 Tengiz Sigua 1993                                                                                           |
| Prezydent Gujany                                                   | - 1985 Desmond Hoyte 1992 - 1992 Cheddi Jagan 1997                                                                                                 |
| Premier Gujany                                                     | - 1985 Hamilton Green 1992 - 1992 Samuel Hinds 1997                                                                                                |
| Prezydent Gwatemali                                                | - 1991 Jorge Serrano Elías 1993 |
| Prezydent Gwinei                                                   | - 1984 Lansana Conté 2008 |
| Premier Gwinei                                                     | - 1984 urząd zniesiony 1996 |
| Prezydent Gwinei Bissau                                            | - 1984 João Bernardo Vieira 1999 |
| Premier Gwinei Bissau                                              | - 1991 Carlos Correia 1994 |
| Prezydent Gwinei Równikowej                                        | - 1979 Teodoro Obiang Nguema Mbasogo |
| Premier Gwinei Równikowej                                          | - 1982 Cristino Seriche Bioko 1992 - 1992 Silvestre Siale Bileka 1996                                                                              |
| Prezydent Haiti                                                    | - 1991 Joseph Nérette (p.o.) 1992 - 1992 Marc Bazin (p.o.) 1993                                                                                    |
| Premier Haiti                                                      | - 1991 Jean-Jacques Honorat 1992 - 1992 Marc Bazin 1993                                                                                            |
| Król Hiszpanii                                                     | - 1975 Jan Karol I 2014 |
| Premier Hiszpanii                                                  | - 1982 Felipe González 1996 |
| Król Holandii                                                      | - 1980 Beatrycze 2013 |
| Premier Holandii                                                   | - 1982 Ruud Lubbers 1994 |
| Prezydent Hondurasu                                                | - 1990 Rafael Leonardo Callejas 1994 |
| Najwyższy przywódca Iranu                                          | - 1989 Ali Chamenei |
| Prezydent Iranu                                                    | - 1989 Ali Akbar Haszemi Rafsandżani 1997 |
| Prezydent Iraku                                                    | - 1979 Saddam Husajn 2003 |
| Premier Iraku                                                      | - 1991 Muhammad Hamza az-Zubajdi 1993 |
| Prezydent Indii                                                    | - 1987 Ramaswamy Venkataraman 1992 - 1992 Shankar Dayal Sharma 1997                                                                                |
| Premier Indii                                                      | - 1991 P.V. Narasimha Rao 1996 |
| Prezydent Indonezji                                                | - 1967 Suharto 1998 |
| Prezydent Irlandii                                                 | - 1990 Mary Robinson 1997 |
| Premier Irlandii                                                   | - 1987 Charles Haughey 1992 - 1992 Albert Reynolds 1994                                                                                            |
| Prezydent Islandii                                                 | - 1980 Vigdís Finnbogadóttir 1996 |
| Premier Islandii                                                   | - 1991 Davíð Oddsson 2004 |
| Prezydent Izraela                                                  | - 1983 Chaim Herzog 1993 |
| Premier Izraela                                                    | - 1986 Icchak Szamir 1992 - 1992 Icchak Rabin 1995                                                                                                 |
| Premier Jamajki                                                    | - 1989 Michael Manley 1992 - 1992 Percival James Patterson 2006                                                                                    |
| Cesarz Japonii                                                     | - 1989 Akihito 2019 |
| Premier Japonii                                                    | - 1991 Kiichi Miyazawa 1993 |
| Prezydent Jemenu                                                   | - 1990 Ali Abd Allah Salih 2012 |
| Król Jordanii                                                      | - 1952 Husajn 1999 |
| Premier Jordanii                                                   | - 1991 Zajd ibn Szakir 1993 |
| Prezydent Jugosławii                                               | - 1991 Branko Kostić (p.o.) 1992 - 1992 Dobrica Ćosić 1993                                                                                         |
| Premier Jugosławii                                                 | - 1991 Aleksandar Mitrović 1992 - 1992 Milan Panić 1993                                                                                            |
| Prezydent Kamerunu                                                 | - 1982 Paul Biya |
| Premier Kamerunu                                                   | - 1991 Sadou Hayatou 1992 - 1992 Simon Achidi Achu 1996                                                                                            |
| Przywódca Ludowej Republiki Kampuczy                               | - 1972 Heng Samrin 1992 - 1992 Chea Sim 1993 |
| Premier Republiki Kampuczy                                         | - 1985 Hun Sen 1993 |
| Premier Kanady                                                     | - 1984 Brian Mulroney 1993 |
| Emir Kataru                                                        | - 1972 Chalifa ibn Ahmad 1995 |
| Premier Kataru                                                     | - 1971 Chalifa ibn Ahmad 1995 |
| Prezydent Kazachstanu                                              | - 1991 Nursułtan Nazarbajew 2019 |
| Premier Kazachstanu                                                | - 1991 Siergiej Tierieszczenko 1994 |
| Prezydent Kenii                                                    | - 1978 Daniel Moi 2002 |
| Prezydent Kirgistanu                                               | - 1991 Askar Akajew 2005 |
| Premier Kirgistanu                                                 | - 1991 Andriej Iordan (p.o.) 1992 - 1992 Tursunbek Czyngyszew 1993                                                                                 |
| Prezydent Kiribati                                                 | - 1991 Teatao Teannaki 1994 |
| Prezydent Kolumbii                                                 | - 1990 César Gaviria 1994 |
| Prezydent Konga                                                    | - 1979 Denis Sassou-Nguesso 1992 - 1992 Pascal Lissouba 1997                                                                                       |
| Premier Konga                                                      | - 1991 André Milongo 1992 - 1992 Stéphane Maurice Bongho-Nouarra 1992 - 1992 Claude Antoine Dacosta 1993                                           |
| Patriarcha Konstantynopola                                         | - 1991 Bartłomiej I |
| Prezydent Korei Południowej                                        | - 1988 Roh Tae-woo 1993 |
| Premier Korei Południowej                                          | - 1991 Chung Won-shik 1992 - 1992 Hyun Soong-jong 1993 - 1988 Kim Jong-pil 2000                                                                    |
| Prezydent KRLD                                                     | - 1972 Kim Il Sŏng 1994 |
| Premier KRLD                                                       | - 1988 Yŏn Hyŏng Muk 1992 - 1992 Kang Sŏng San 1997                                                                                                |
| Prezydent Kostaryki                                                | - 1990 Rafael Ángel Calderón Fournier 1994 |
| Przewodniczący Rady Państwa Kuby                                   | - 1976 Fidel Castro 2008 |
| Emir Kuwejtu                                                       | - 1977 Dżabir III 2006 |
| Premier Kuwejtu                                                    | - 1978 Sad al-Abd Allah as-Salim as-Sabah 2003 |
| Prezydent Laosu                                                    | - 1991 Kaysone Phomvihan 1992 |
| Król Lesotho                                                       | - 1990 Letsie III 1995 |
| Premier Lesotho                                                    | - 1991 Elias Ramaema 1993 |
| Prezydent Libanu                                                   | - 1989 Elias Hrawi 1998 |
| Premier Libanu                                                     | - 1990 Umar Karami 1992 - 1992 Raszid as-Sulh 1992 - 1992 Rafik al-Hariri 1998                                                                     |
| Prezydent Liberii                                                  | - 1990 wakat 1997 |
| Przywódca Libii                                                    | - 1969 Mu’ammar al-Kaddafi 2011 |
| Premier Libii                                                      | - 1990 Abu Zajd Umar Durda 1994 |
| Sekretarz generalny PKL Libii                                      | - 1990 Abd ar-Razzak as-Sausa 1992 - 1992 Az-Zanati Imhammad az-Zanati 2008                                                                        |
| Książę Liechtensteinu                                              | - 1989 Jan Adam II |
| Premier Liechtensteinu                                             | - 1978 Hans Brunhart 1993 |
| Prezydent Litwy                                                    | - 1990 Vytautas Landsbergis 1993 |
| Premier Litwy                                                      | - 1991 Gediminas Vagnorius 1992 - 1992 Aleksandras Abišala 1992 - 1992 Bronislovas Lubys 1993                                                      |
| Wielki książę Luksemburga                                          | - 1964 Jan 2000 |
| Premier Luksemburga                                                | - 1984 Jacques Santer 1995 |
| Prezydent Łotwy                                                    | - 1991 Anatolijs Gorbunovs 1993 |
| Premier Łotwy                                                      | - 1990 Ivars Godmanis 1993 |
| Prezydent Macedonii                                                | - 1991 Kiro Gligorow 1999 |
| Premier Macedonii                                                  | - 1991 Nikoła Klusew 1992 - 1992 Branko Crwenkowski 1998                                                                                           |
| Prezydent Madagaskaru                                              | - 1975 Didier Ratsiraka 1993 |
| Premier Madagaskaru                                                | - 1991 Guy Razanamasy 1993 |
| Prezydent Malawi                                                   | - 1966 Hastings Kamuzu Banda 1994 |
| Prezydent Malediwów                                                | - 1978 Maumun ̓Abdul Gajum 2008 |
| Król Malezji                                                       | - 1989 Azlan Shah 1994 |
| Premier Malezji                                                    | - 1981 Mahathir bin Mohamad 2003 |
| Prezydent Mali                                                     | - 1991 Amadou Toumani Touré (p.o.) 1992 - 1992 Alpha Oumar Konaré 2002                                                                             |
| Premier Mali                                                       | - 1991 Soumana Sacko (p.o.) 1992 - 1992 Younoussi Touré 1993                                                                                       |
| Prezydent Malty                                                    | - 1989 Ċensu Tabone 1994 |
| Premier Malty                                                      | - 1987 Edward Fenech Adami 1996 |
| Król Maroka                                                        | - 1961 Hassan II 1999 |
| Premier Maroka                                                     | - 1986 Izz ad-Din al-Araki 1992 - 1992 Mohammed Karim Lamrani 1994                                                                                 |
| Prezydent Mauretanii                                               | - 1984 Maawija uld Sid’Ahmad Taja 2005 |
| Premier Mauretanii                                                 | - 1984 Maawija uld Sid’Ahmad Taja 1992 - 1992 Sidi Muhammad uld Bubakar 1996                                                                       |
| Prezydent Mauritiusa                                               | - 1992 Veerasamy Ringadoo 1992 - 1992 Cassam Uteem 2002                                                                                            |
| Premier Mauritiusa                                                 | - 1982 Anerood Jugnauth 1995 |
| Prezydent Meksyku                                                  | - 1988 Carlos Salinas de Gortari 1994 |
| Prezydent Mikronezji                                               | - 1991 Bailey Olter 1996 |
| Przewodniczący Państwowej Rady Przywrócenia Ładu i Porządku Mjanmy | - 1988 Saw Maung 1992 - 1992 Than Shwe 1997 |
| Premier Mjanmy                                                     | - 1988 Saw Maung 1992 - 1992 Than Shwe 2003 |
| Prezydent Mołdawii                                                 | - 1991 Mircea Snegur 1996 |
| Premier Mołdawii                                                   | - 1991 Valeriu Muravschi 1992 - 1992 Andrei Sangheli 1997                                                                                          |
| Książę Monako                                                      | - 1949 Rainier III 2005 |
| Minister stanu Monako                                              | - 1991 Jacques Dupont 1994 |
| Prezydent Mongolii                                                 | - 1990 Punsalmaagijn Oczirbat 1997 |
| Premier Mongolii                                                   | - 1990 Daszijn Bjambasüren 1992 - 1992 Puncagijn Dżasraj 1996                                                                                      |
| Prezydent Mozambiku                                                | - 1986 Joaquim Chissano 2005 |
| Premier Mozambiku                                                  | - 1986 Mário da Graça Machungo 1994 |
| Prezydent Naddniestrza                                             | - 1991 Igor Smirnow 2011 |
| Prezydent Namibii                                                  | - 1990 Sam Nujoma 2005 |
| Premier Namibii                                                    | - 1990 Hage Geingob 2002 |
| Sekretarz generalny NATO                                           | - 1988 Manfred Wörner (Niemcy) 1994 |
| Prezydent Nauru                                                    | - 1989 Bernard Dowiyogo 1995 |
| Król Nepalu                                                        | - 1972 Birendra 2001 |
| Premier Nepalu                                                     | - 1991 Girija Prasad Koirala 1994 |
| Prezydent Niemiec                                                  | - 1984 Richard von Weizsäcker 1994 |
| Kanclerz Niemiec                                                   | - 1982 Helmut Kohl 1998 |
| Prezydent Nigru                                                    | - 1987 Ali Saibou 1993 |
| Premier Nigru                                                      | - 1991 Amadou Cheiffou 1993 |
| Prezydent Nigerii                                                  | - 1985 Ibrahim Babangida 1993 |
| Prezydent Nikaragui                                                | - 1990 Violeta Chamorro 1997 |
| Król Norwegii                                                      | - 1991 Harald V |
| Premier Norwegii                                                   | - 1990 Gro Harlem Brundtland 1996 |
| Premier Nowej Zelandii                                             | - 1990 Jim Bolger 1997 |
| Sułtan Omanu                                                       | - 1970 Kabus ibn Sa’id 2020 |
| Sekretarz generalny ONZ                                            | - 1992 Butrus Butrus Ghali (Egipt) 1996 |
| Prezydent Pakistanu                                                | - 1988 Ghulam Ishaq Khan 1993 |
| Premier Pakistanu                                                  | - 1990 Nawaz Sharif 1993 |
| Prezydent Palau                                                    | - 1989 Ngiratkel Etpison 1993 |
| Prezydent Panamy                                                   | - 1989 Guillermo Endara 1994 |
| Papież                                                             | - 1978 Jan Paweł II 2005 |
| Premier Papui-Nowej Gwinei                                         | - 1988 Rabbie Namaliu 1992 - 1992 Paias Wingti 1994                                                                                                |
| Prezydent Paragwaju                                                | - 1989 gen. Andrés Rodríguez 1993 |
| Prezydent Peru                                                     | - 1990 Alberto Fujimori 2000 |
| Premier Peru                                                       | - 1991 Carlos Torres y Torres Lara 1993 - 1992 Alfonso de Los Heroes 1993 - 1992 Oscar De La Puente 1993                                           |
| Prezydent Południowej Afryki                                       | - 1989 Frederik de Klerk 1994 |
| Prezydent Portugalii                                               | - 1986 Mário Soares 1996 |
| Premier Portugalii                                                 | - 1985 Anibal Cavaco Silva 1995 |
| Sekretarz generalny Rady Europy                                    | - 1989 Catherine Lalumière (Francja) 1994 |
| Prezydent Republiki Środkowoafrykańskiej                           | - 1981 André Kolingba 1993 |
| Premier Republiki Środkowoafrykańskiej                             | - 1991 Édouard Frank 1992 - 1992 Timothée Malendoma 1993                                                                                           |
| Prezydent Republiki Zielonego Przylądka                            | - 1991 António Monteiro 2001 |
| Premier Republiki Zielonego Przylądka                              | - 1991 Carlos Veiga 2000 |
| Prezydent Rosji                                                    | - 1991 Boris Jelcyn 1999 |
| Premier Rosji                                                      | - 1991 Boris Jelcyn 1992 - 1992 Jegor Gajdar (p.o.) 1992 - 1992 Wiktor Czernomyrdin 1998                                                           |
| Prezydent Rumunii                                                  | - 1989 Ion Iliescu 1996 |
| Premier Rumunii                                                    | - 1991 Theodor Stolojan 1992 - 1992 Nicolae Văcăroiu 1996                                                                                          |
| Prezydent Rwandy                                                   | - 1973 Juvénal Habyarimana 1994 |
| Premier Rwandy                                                     | - 1991 Sylvestre Nsanzimana 1992 - 1992 Dismas Nsengiyaremye 1993                                                                                  |
| Premier Saint Kitts i Nevis                                        | - 1983 Kennedy Simonds 1995 |
| Premier Saint Lucia                                                | - 1982 John Compton 1996 |
| Premier Saint Vincent i Grenadyn                                   | - 1984 James Fitz-Allen Mitchell 2000 |
| Prezydent Salwadoru                                                | - 1989 Alfredo Cristiani 1994 |
| O le Ao o le Malo Samoa                                            | - 1962 Malietoa Tanumafili II 2007 |
| Premier Samoa                                                      | - 1988 Tofilau Eti Alesana 1998 |
| Kapitanowie regenci San Marino                                     | - 1991 Edda Ceccoli Marino Riccardi 1992 - 1992 Germano De Biagi Ernesto Benedettini 1992 - 1992 Romeo Morri Marino Zanotti 1993                   |
| Sekretarz Stanu do spraw Politycznych i Zagranicznych San Marino   | - 1986 Gabriele Gatti 2002 |
| Prezydent Senegalu                                                 | - 1981 Abdou Diouf 2000 |
| Premier Senegalu                                                   | - 1991 Habib Thiam 1998 |
| Prezydent Seszeli                                                  | - 1977 France-Albert René 2004 |
| Prezydent Sierra Leone                                             | - 1985 Joseph Saidu Momoh 1992 - 1992 Yahya Kanu 1992 - 1992 Valentine Strasser 1996                                                               |
| Prezydent Singapuru                                                | - 1985 Wee Kim Wee 1993 |
| Premier Singapuru                                                  | - 1990 Goh Chok Tong 2004 |
| Premier Słowacji                                                   | - 1992 Vladimír Mečiar 1994 |
| Prezydent Słowenii                                                 | - 1991 Milan Kučan 2002 |
| Premier Słowenii                                                   | - 1991 Lojze Peterle 1992 - 1992 Janez Drnovšek 2000                                                                                               |
| Prezydent Somalii                                                  | - 1991 Ali Mahdi Mohamed 1997 |
| Premier Somalii                                                    | - 1991 Omar Arte Ghalib 1993 |
| Prezydent Sri Lanki                                                | - 1989 Ranasinghe Premadasa 1993 |
| Premier Sri Lanki                                                  | - 1989 Dingiri Banda Wijetunge 1993 |
| Król Suazi                                                         | - 1986 Ntombi (współpanująca) 2018 - 1986 Mswati III 2018                                                                                          |
| Premier Suazi                                                      | - 1989 Obed Dlamini 1993 |
| Prezydent Sudanu                                                   | - 1989 Umar al-Baszir 2019 |
| Prezydent Surinamu                                                 | - 1991 Ronald Venetiaan 1996 |
| Prezydent Syrii                                                    | - 1971 Hafiz al-Asad 2000 |
| Premier Syrii                                                      | - 1987 Mahmud az-Zubi 2000 |
| Prezydent Szwajcarii                                               | - 1992 René Felber 1992 |
| Król Szwecji                                                       | - 1973 Karol XVI Gustaw |
| Premier Szwecji                                                    | - 1991 Carl Bildt 1994 |
| Prezydent Tadżykistanu                                             | - 1991 Rahmon Nabijew 1992 - 1992 Akbarszo Iskandarow (p.o.) 1992                                                                                  |
| Przewodniczący Rady Najwyższej Tadżykistanu                        | - 1992 Emomali Rahmon 1994 |
| Premier Tadżykistanu                                               | - 1991 Izzatullo Hajojew 1992 - 1992 Akbar Mirzojew 1992 - 1992 Abdumalik Abdullodżonow 1993                                                       |
| Król Tajlandii                                                     | - 1946 Bhumibol Adulyadej 2016 |
| Premier Tajlandii                                                  | - 1991 Anand Panyarachun 1992 - 1992 Suchinda Kraprayoon 1992 - 1992 Meechai Ruchupan 1992 - 1992 Anand Panyarachun 1992 - 1992 Chuan Leekpai 1995 |
| Prezydent Tajwanu                                                  | - 1988 Lee Teng-hui 2000 |
| Prezydent Tanzanii                                                 | - 1985 Ali Hassan Mwinyi 1995 |
| Premier Tanzanii                                                   | - 1990 John Malecela 1994 |
| Prezydent Togo                                                     | - 1967 Gnassingbé Eyadéma 2005 |
| Premier Togo                                                       | - 1991 Joseph Kokou Koffigoh 1994 |
| Król Tonga                                                         | - 1965 Taufaʻahau Tupou IV 2006 |
| Premier Tonga                                                      | - 1991 Siaʻosi Tuʻihala Alipate Tupou 2000 |
| Prezydent Trynidadu i Tobago                                       | - 1987 Noor Hassanali 1997 |
| Premier Trynidadu i Tobago                                         | - 1991 Patrick Manning 1995 |
| Prezydent Tunezji                                                  | - 1987 Zajn al-Abidin ibn Ali 2011 |
| Premier Tunezji                                                    | - 1989 Hamid al-Karawi 1999 |
| Prezydent Turcji                                                   | - 1989 Turgut Özal 1993 |
| Premier Turcji                                                     | - 1991 Süleyman Demirel 1993 |
| Prezydent Turkmenistanu                                            | - 1991 Saparmyrat Nyýazow 2006 |
| Prezydent Ugandy                                                   | - 1986 Yoweri Museveni |
| Premier Ugandy                                                     | - 1991 George Cosmas Adyebo 1994 |
| Prezydent Ukrainy                                                  | - 1991 Łeonid Krawczuk 1994 |
| Premier Ukrainy                                                    | - 1991 Witold Fokin 1992 - 1992 Wałentyn Symonenko 1992 - 1992 Łeonid Kuczma 1993                                                                  |
| Prezydent Urugwaju                                                 | - 1990 Luis Alberto Lacalle 1995 |
| Prezydent USA                                                      | - 1989 George H.W. Bush 1993 |
| Prezydent Uzbekistanu                                              | - 1991 Islom Karimov 2016 |
| Premier Uzbekistanu                                                | - 1992 Abdulxashim Mutalov 1995 |
| Prezydent Vanuatu                                                  | - 1989 Frederick Karlomuana Timakata 1994 |
| Premier Vanuatu                                                    | - 1991 Maxime Carlot Korman 1995 |
| Prezydent Wenezueli                                                | - 1989 Carlos Andrés Pérez 1993 |
| Prezydent Węgier                                                   | - 1990 Árpád Göncz 2000 |
| Premier Węgier                                                     | - 1990 József Antall 1993 |
| Monarcha Wielkiej Brytanii                                         | - 1952 Elżbieta II 2022 |
| Premier Wielkiej Brytanii                                          | - 1990 John Major 1997 |
| Prezydent Wietnamu                                                 | - 1981 Rada Państwa 1992 - 1992 Lê Đức Anh 1997 |
| Premier Wietnamu                                                   | - 1991 Võ Văn Kiệt 1997 |
| Prezydent Włoch                                                    | - 1985 Francesco Cossiga 1992 - 1992 Oscar Luigi Scalfaro 1999                                                                                     |
| Premier Włoch                                                      | - 1989 Giulio Andreotti 1992 - 1992 Giuliano Amato 1993                                                                                            |
| Prezydent WKS                                                      | - 1960 Félix Houphouët-Boigny 1993 |
| Premier WKS                                                        | - 1990 Alassane Ouattara 1993 |
| Prezydent Wysp Marshalla                                           | - 1986 Amata Kabua 1996 |
| Prezydent Wysp Świętego Tomasza i Książęcej                        | - 1991 Miguel Trovoada 1995 |
| Prezydent Zambii                                                   | - 1991 Frederick Chiluba 2002 |
| Prezydent Zairu                                                    | - 1971 Mobutu Sese Seko 1997 |
| Prezydent Zimbabwe                                                 | - 1987 Robert Mugabe 2017 |
| Premier Zimbabwe                                                   | - 1987 urząd zniesiony 2009 |
| Prezydent ZEA                                                      | - 1971 Zajid ibn Sultan Al Nahajjan 2004 |
| Premier ZEA                                                        | - 1990 Maktum ibn Raszid al-Maktum 2006 |

Rok 1992 / MCMXCII
stulecia: XIX wiek ~
XX wiek ~
XXI wiek

dziesięciolecia:
1960–1969 •
1970–1979 •
1980–1989 •
1990–1999
• 2000–2009
• 2010–2019
• 2020–2029

lata: 1982 «
1987 «
1988 «
1989 «
1990 «
1991 «
1992
» 1993
» 1994
» 1995
» 1996
» 1997
» 2002

## Wydarzenia w Polsce

### Styczeń
- 1 stycznia:
  - wprowadzono jednolity podatek dochodowy od osób fizycznych.
  - Rydułtowy i Wojkowice odzyskały prawa miejskie[1].
  - utworzono gminy: Rudka, Polanka Wielka, Starcza, Goczałkowice-Zdrój, Rydułtowy, Wojkowice, Słupia (Konecka), Smyków, Szulborze Wielkie, Bystra-Sidzina, Tułowice, Młynarze, Miasteczko Krajeńskie, Budziszewice, Aleksandrów, Bełżec[1].
  - podzielono dotychczasową gminę Kolno na gminę miejską i gminę wiejską[1].
- 10 stycznia – sąd zarejestrował Partię Przymierzę Samoobrona RP.
- 13 stycznia – w Wilnie podpisano deklarację polsko-litewską.
- 16 stycznia – Warszawa: uroczystość wymiany dokumentów ratyfikacyjnych traktatu o dobrym sąsiedztwie między Polską a Niemcami.
- 24 stycznia – prof. Ewa Łętowska zakończyła swoją czteroletnią kadencję rzecznika praw obywatelskich. Jej następcą został prof. Tadeusz Zieliński.

### Luty
- 1 lutego:
  - Sejm uznał wprowadzony w dniu 13 grudnia 1981 stan wojenny za nielegalny.
  - rozpoczęło nadawanie warszawskie Radio Wawa.
- 7 lutego – z oficjalną wizytą do Polski przybył prezydent RPA Frederik Willem de Klerk.
- 13 lutego – Tadeusz Zieliński został Rzecznikiem Praw Obywatelskich.
- 14 lutego – Lech Kaczyński został prezesem Najwyższej Izby Kontroli.
- 19 lutego – premiera filmu Odjazd.
- 29 lutego – w Sali Kongresowej Pałacu Kultury i Nauki odbyła się Gala piosenki popularnej i chodnikowej.

### Marzec
- 1 marca – zmiana skrótu (TP na TVP) oraz logotypów Telewizji Polskiej.
- 2 marca – Polska i Białoruś nawiązały stosunki dyplomatyczne.
- 5 marca – Hanna Gronkiewicz-Waltz została prezesem NBP.
- 25 marca – wydano bullę papieską o reorganizacji administracji kościelnej w Polsce; utworzono 13 metropolii z 38 diecezjami.

### Kwiecień
- 9 kwietnia – Polska uznała niepodległość Bośni i Hercegowiny.
- 14 kwietnia – minister edukacji narodowej podpisał rozporządzenie w sprawie nauczania religii w szkołach.
- 23 kwietnia – powstała Komisja Konstytucyjna Zgromadzenia Narodowego.

### Maj
- 8 maja – uchwałą Rady Miasta Krakowa tytuły Honorowego Obywatela Miasta Krakowa zostały odebrane następującym osobom: Iwanowi Koniewowi, Józefowi Cyrankiewiczowi, Ludwikowi Swobodzie, Michałowi Żymierskiemu i Henrykowi Jabłońskiemu.
- 18 maja – prezydenci Polski i Ukrainy podpisali w Warszawie polsko-ukraiński traktat o dobrym sąsiedztwie, przyjaznych stosunkach i współpracy.
- 23 maja – podpisano traktat między Rzecząpospolitą Polską i Federacją Rosyjską o dobrosąsiedzkiej współpracy oraz 9 dalszych umów.
- 28 maja:
  - Sejm przyjął uchwałę lustracyjną, uchyloną następnie przez Trybunał Konstytucyjny.
  - powstało przedsiębiorstwo Fiat Auto Poland.

### Czerwiec
- 1 czerwca – banki rozpoczęły sprzedaż jednorocznych obligacji skarbowych.
- 3 czerwca – otwarto Most Dmowskiego we Wrocławiu.
- 4 czerwca – przedstawiono tzw. listę Macierewicza (listę współpracowników służb specjalnych).
- 5 czerwca – Sejm odwołał rząd Jana Olszewskiego i powołał Waldemara Pawlaka na stanowisko premiera.
- 7 czerwca – powstało nowe ugrupowanie polityczne - lewicowa Unia Pracy z Ryszardem Bugajem na czele.
- 11 czerwca – w Gdańsku rozpoczął się IV Zjazd NSZZ „Solidarność”. Przewodniczącym został ponownie Marian Krzaklewski.
- 17 czerwca:
  - otwarto w Polsce pierwszą restaurację McDonald’s.
  - Związek Zawodowy Rolnictwa „Samoobrona” rozpoczął blokowanie dróg w kraju.
- 18 czerwca – uruchomiono pierwszą sieć telefonii komórkowej w Polsce (Centertel NMT-450).
- 19 czerwca – Trybunał Konstytucyjny orzekł niezgodność uchwały lustracyjnej z konstytucją.
- 21 czerwca – założono klub piłkarski Amica Wronki.
- 23 czerwca – podpisano traktat o dobrym sąsiedztwie między Polską a Białorusią.

### Lipiec
- 10 lipca – Hanna Suchocka została pierwszą kobietą na stanowisku premiera RP.
- 11 lipca – został powołany rząd Hanny Suchockiej.
- 24 lipca – reaktywacja diecezji Turowskiej.
- 28 lipca – rozpoczął działalność pierwszy w Polsce fundusz powierniczy - Pioneer Pierwszy Polski Fundusz Powiernicy
- 30 lipca – Sejm ustanowił dzień 15 sierpnia Świętem Wojska Polskiego.

### Sierpień
- 1 sierpnia – Sejm uchwalił Małą Konstytucję.
- 7–10 sierpnia – w Gdyni zakończyła się Operacja Żagiel 1992 (regaty Cutty Sark Tall Ships' Races).
- 10 sierpnia – pożar Puszczy Noteckiej w Wielkopolsce - spłonęło 5770 ha lasu.
- 26 sierpnia – wybuchł pożar lasu koło Kuźni Raciborskiej, który pochłonął ok. 18 tys. hektarów lasu.
- 31 sierpnia:
  - premiera serialu telewizyjnego Pogranicze w ogniu.
  - powstał program telewizyjny Kawa czy herbata? (TVP1).

### Wrzesień
- 1 września – w niewyjaśnionych do dzisiaj okolicznościach zamordowany został były premier z okresu PRL, Piotr Jaroszewicz oraz jego żona.
- 6-8 września – nad Polską krążył huragan, który wyrządził znaczne szkody.
- 22 września:
  - sejmowa komisja odpowiedzialności konstytucyjnej przesłuchała członków rady państwa z grudnia 1981.
  - przeniesienie relikwii św. Męczennika Młodzieńca Gabriela z Grodna do Prawosławnej katedry św. Mikołaja w Białymstoku.
- 28 września – jednodniową wizytę złożył premier Litwy.
- 29 września – z oficjalną wizytą przybył premier Holandii, Ruud Lubbers.

### Październik
- 2 października – premiera teleturnieju Koło Fortuny w Polsce, kultowego w historii polskiej telewizji.
- 8 października – ostatnia stacjonująca jednostka wojsk radzieckich wycofała się z ziem polskich.
- 9 października – Józef Lassota został prezydentem Krakowa.
- 14 października – szef archiwów Rosji Rudolf Pichoja przekazał prezydentowi Lechowi Wałęsie kopie dokumentów dotyczących zbrodni katyńskiej przechowywanych w tzw. „teczce specjalnej nr 1”. Między innymi notatkę szefa NKWD Ławrentija Berii do Józefa Stalina z propozycją wymordowania polskich jeńców z marca 1940 roku z podpisami Stalina, Woroszyłowa, Mołotowa i Mikojana.
- 16 października – w Tarnobrzegu rozpoczęło emisję Radio Leliwa.
- 17 października – uchwalono Małą Konstytucję.
- 24 października – ruszył kanał satelitarny do Polaków za granicą TV Polonia.
- 28 października – w Świnoujściu ostatnie jednostki bojowe byłej armii radzieckiej (XXIV Brygada Kutrów Torpedowych) opuściły Polskę.

### Listopad
- 20 listopada – premiera kultowego filmu Psy w reżyserii Władysława Pasikowskiego.
- 21 listopada – prezesem PSL został ponownie Waldemar Pawlak.
- 27 listopada – premiera filmu Sauna.
- 28 listopada – w Nadarzynie otwarto Biuro Oddziału Świadków Jehowy.

### Grudzień
- 3-4 grudnia – na promocję swojej książki „Wróżby kumaka” przybył pisarz niemiecki, Günter Grass.
- 5 grudnia – pierwsza prywatna polska stacja telewizyjna, Polsat, rozpoczęła nadawanie za pośrednictwem satelity Eutelsatu.
- 8 grudnia – zaczęła obowiązywać tzw. Mała Konstytucja.
- 18 grudnia – prezesem PAN został Leszek Kuźnicki.
- 21 grudnia – w Krakowie Polska, Węgry i Czechosłowacja podpisały CEFTA.
- 29-30 grudnia – Sejm zaakceptował poprawkę Senatu do ustawy o radiofonii i telewizji, dotyczącą respektowania w programach radia i telewizji chrześcijańskiego systemu wartości.
- 31 grudnia – decyzją władz wojewódzkich zlikwidowano Śląski Instytut Naukowy.

## Wydarzenia na świecie

### Styczeń
- 1 stycznia – Portugalia objęła prezydencję w Radzie Unii Europejskiej.
- 2 stycznia – ChRL nawiązała stosunki dyplomatyczne z Uzbekistanem jako pierwszą poradziecką republiką środkowoazjatycką.
- 3 stycznia – władze Serbii i Czarnogóry ogłosiły utworzenie tzw. trzeciej Jugosławii.
- 4 stycznia – ChRL i Tadżykistan nawiązały stosunki dyplomatyczne.
- 5 stycznia – ChRL i Kirgistan nawiązały stosunki dyplomatyczne.
- 6 stycznia:
  - ChRL i Turkmenistan nawiązały stosunki dyplomatyczne.
  - prezydent Gruzji Zwiad Gamsachurdia został obalony w wyniku puczu przeprowadzonego przez paramilitarną organizację Mchedrioni.
- 7 stycznia – jugosłowiański MiG-21 zestrzelił koło Zagrzebia śmigłowiec z 5 obserwatorami ONZ.
- 9 stycznia:
  - czasopismo Nature opublikowało artykuł Aleksandra Wolszczana i D.A. Fraila o odkryciu planet poza Układem Słonecznym.
  - bośniaccy Serbowie ogłosili powstanie niepodległej Republiki Serbskiej.
- 10 stycznia – w czasie sztormu na Pacyfiku z pokładu statku zostały zmyte trzy kontenery z 30 tysiącami gumowych kaczek, które następnie zostały rozniesione przez prądy morskie.
- 11 stycznia:
  - prezydent Algierii Szadli Bendżedid został zmuszony do ustąpienia ze stanowiska w związku ze zwycięstwem radykalnego Islamskiego Frontu Ocalenia w pierwszej turze wyborów parlamentarnych.
  - Paul Simon jako pierwszy znany zagraniczny artysta wystąpił w RPA po zniesieniu sankcji ONZ.
- 12 stycznia:
  - w Mali w drodze referendum została przyjęta konstytucja wprowadzająca system wielopartyjny.
  - rząd Algierii anulował drugą turę wyborów parlamentarnych po zdecydowanym zwycięstwie w pierwszej turze fundamentalistycznego Islamskiego Frontu Ocalenia.
- 13 stycznia – w Wilnie została podpisana polsko-litewska deklaracja o przyjaznych stosunkach i dobrosąsiedzkiej współpracy.
- 15 stycznia – kraje EWG uznały niepodległość Chorwacji i Słowenii.
- 16 stycznia – Meksyk (stolica Meksyku): podpisano porozumienie kończące trwającą blisko 20 lat wojnę domową w Salwadorze.
- 20 stycznia – w katastrofie francuskiego Airbusa A320 pod Strasburgiem zginęło 87 spośród 96 osób na pokładzie.
- 21 stycznia – Rada Bezpieczeństwa ONZ wezwała Libię do wydania podejrzanych o dokonanie zamachów na samoloty Pan Am i UTA w 1988 i 1989 roku.
- 23 stycznia – w Kijowie otwarto ambasadę USA.
- 24 stycznia:
  - Chiny i Izrael nawiązały stosunki dyplomatyczne.
  - w więzieniu stanowym w Arkansas odbyła się kontrowersyjna egzekucja pozbawionego 1/3 mózgu dwukrotnego mordercy Ricky’ego Raya Rectora. Ubiegający się o nominację prezydencką Partii Demokratycznej ówczesny gubernator stanu Bill Clinton nie skorzystał z prawa łaski.
- 28 stycznia:
  - przyjęto flagę Ukrainy.
  - 47 osób zginęło w wyniku zastrzelenia przez Ormian azerskiego helikoptera cywilnego Mi-8 koło Stepanakertu (Górski Karabach).
- 30 stycznia – 10 byłych republik radzieckich zostało przyjętych do KBWE.

### Luty
- 1 lutego:
  - prezydent USA George H.W. Bush przyjął w Camp David prezydenta Rosji Borysa Jelcyna.
  - w Salwadorze, zgodnie z układem kończącym 16-letnią wojnę domową, weszło w życie zawieszenie broni.
- 4 lutego – w Wenezueli doszło do nieudanej próby przewrotu wojskowego pod wodzą późniejszego prezydenta Hugo Cháveza.
- 7 lutego – podpisano traktat z Maastricht powołujący do życia Unię Europejską.
- 8–23 lutego – odbyły się XVI Zimowe Igrzyska Olimpijskie we francuskim Albertville.
- 9 lutego:
  - ogłoszono plan pokojowy dla Bośni i Hercegowiny tzw. plan Vance’a-Owena.
  - w Algierii wprowadzono stan wyjątkowy.
- 10 lutego – bokser Mike Tyson został skazany na 6 lat pozbawienia wolności za gwałt na czarnoskórej miss stanu Rhode Island.
- 11 lutego – Albert Reynolds został premierem Irlandii.
- 12 lutego – w Mongolii uchwalono nową konstytucję, wprowadzającą system wielopartyjny.
- 14 lutego – fiński skoczek Toni Nieminen zdobył złoty medal na olimpiadzie w Albertville, stając się tym samym najmłodszym mistrzem olimpijskim w historii olimpiad zimowych.
- 15 lutego – został założony Kongres Polonii Niemieckiej.
- 16 lutego – w wyniku ostrzelania przez izraelskie śmigłowce kolumny samochodów w południowym Libanie, zginął lider Hamasu Abbas al-Musawi oraz jego żona, syn i czterech ochroniarzy.
- 19 lutego – przyjęto flagę Turkmenistanu.
- 20 lutego – powstała najwyższa zawodowa angielska liga piłkarska Premier League.
- 21 lutego:
  - na mocy rezolucji 743 (1992) Rady Bezpieczeństwa ONZ powstały siły pokojowe UNPROFOR, których celem było powstrzymanie eskalacji konfliktu na terenie byłej Jugosławii.
  - władze chińskie po raz pierwszy dopuściły zagranicznych inwestorów do uczestnictwa w handlu na giełdzie papierów wartościowych w Szanghaju.
  - premiera filmu Stój, bo mamuśka strzela.
- 25 lutego:
  - powstała rosyjska Federalna Agencja Kosmiczna.
  - wojska armeńskie dokonały masakry kilkuset Azerów w okolicy Xocalı, w zachodnim Azerbejdżanie.

### Marzec
- Marzec – rozpoczęła się wojna w Bośni.
- 1 marca – mieszkańcy Bośni i Hercegowiny opowiedzieli się w referendum za niepodległością.
- 2 marca – Armenia, Azerbejdżan, Kazachstan, Kirgistan, Mołdawia, San Marino, Tadżykistan, Turkmenistan i Uzbekistan zostały członkami ONZ.
- 3 marca:
  - Bośnia i Hercegowina ogłosiła niepodległość (od Jugosławii).
  - przyjęto flagę Kirgistanu.
- 4 marca – w Algierii zdelegalizowano Islamski Front Ocalenia.
- 5-6 marca – na konferencji ministrów spraw zagranicznych w Kopenhadze powołano do życia Radę Państw Morza Bałtyckiego (CBSS).
- 6 marca – po raz pierwszy uaktywnił się wirus komputerowy Michelangelo.
- 7 marca – Jean-Luc Dehaene został premierem Belgii.
- 10 marca:
  - Eduard Szewardnadze został przewodniczącym nowo utworzonej Rady Państwa Gruzji.
  - we Frankfurcie nad Menem w związku z tzw. aferą karabinową aresztowano sześciu Polaków.
- 12 marca:
  - Mauritius został republiką.
  - parlament czeczeński uchwalił konstytucję Czeczeńskiej Republiki Iczkerii.
- 13 marca – 653 osoby zginęły w trzęsieniu ziemi w tureckim mieście Erzincan.
- 17 marca:
  - w zamachu na izraelską ambasadę w Buenos Aires zginęło 29 osób, a 242 zostały ranne.
  - powstały Siły Powietrzne Ukrainy.
  - w referendum w Południowej Afryce 69% białych wyborców poparło politykę reform zmierzających do likwidacji apartheidu.
- 18 marca – Microsoft prezentuje system operacyjny Microsoft Windows 3.1.
- 20 marca – premiera filmu Nagi instynkt.
- 22 marca – Demokratyczna Partia Albanii zwyciężyła w wyborach parlamentarnych w Albanii.
- 24 marca:
  - rozpoczęła się misja STS-45 wahadłowca Atlantis.
  - po awarii w elektrowni atomowej w rosyjskim Sosnowym Borze do atmosfery wydostał się radioaktywny jod i inne substancje.
- 25 marca – utworzono Uniwersytet Trnawski na Słowacji.
- 28 marca – w Mołdawii wprowadzono stan wyjątkowy.
- 30 marca – odbyła się 64. ceremonia wręczenia Oscarów. Film Milczenie owiec został uhonorowany pięcioma Oscarami; dwie z najważniejszych nagród otrzymali odtwórcy głównych ról – Jodie Foster (agentka FBI) i Anthony Hopkins (Hannibal Lecter).
- 31 marca:
  - 19 republik autonomicznych podpisało w Moskwie układ o federacji z Rosją. Umowy nie podpisały Czeczenia i Tatarstan.
  - wycofano ze służby ostatni amerykański pancernik USS „Missouri”.

### Kwiecień
- 2 kwietnia:
  - Pierre Bérégovoy został premierem Francji.
  - zakończyła się misja STS-45 wahadłowca Atlantis.
  - przemianowana na Titograd stolica Czarnogóry Podgorica powróciła do pierwotnej nazwy.
  - znana piosenkarka, Selena Quintanilla Perez wyszła za gitarzystę swojego zespołu Selena y Los Dinos, Chirisa Pereza.
- 3 kwietnia – Ramiz Alia, komunistyczny prezydent Albanii, podał się do dymisji.
- 5 kwietnia:
  - wojna w Bośni: parlament Bośni i Hercegowiny ogłosił niepodległość. Wojska serbskie rozpoczęły oblężenie Sarajewa.
  - prezydent Peru Alberto Fujimori zawiesił Kongres oraz konstytucję i wprowadził rządy bezpośrednie.
- 6 kwietnia – koniec komunistycznych rządów w Albanii; władzę przejęła demokratyczna opozycja.
- 7 kwietnia:
  - Republika Serbska w Bośni i Hercegowinie ogłosiła deklarację niepodległości.
  - przyjęto nowy wzór flagi Albanii.
- 8 kwietnia – amerykański czarnoskóry tenisista Arthur Ashe poinformował, że jest chory na AIDS.
- 9 kwietnia:
  - odbyły się wybory parlamentarne w Wielkiej Brytanii.
  - Manuel Noriega, obalony dyktator Panamy został przez amerykański sąd uznany za winnego handlu narkotykami.
  - Sali Berisha został prezydentem Albanii.
- 10 kwietnia:
  - wojska azerskie dokonały masakry 145 Ormian we wsi Maraghar w Górskim Karabachu.
  - 3 osoby zginęły, a 91 zostało rannych w zamachu bombowym na budynek Baltic Exchange w City of London przeprowadzonym przez Tymczasową IRA.
- 12 kwietnia – otwarto podparyski Disneyland.
- 13 kwietnia – miało miejsce trzęsienie ziemi o sile 5,3 stopnia w skali Richtera, z epicentrum koło holenderskiego miasta Roermond, odczuwalne w Holandii i północnych Niemczech.
- 15 kwietnia:
  - uchwalono nową konstytucję Wietnamu.
  - rozpoczęła się misja polskiego kontyngentu wojskowego w Chorwacji.
- 16 kwietnia – pierwszy zastępca ministra obrony Federacji Rosyjskiej gen. Boris Gromow i prezydent Czeczenii gen. Dżochar Dudajew podpisali porozumienie o wyprowadzeniu z tej republiki wojsk byłego ZSRR.
- 20 kwietnia – na stadionie Wembley w Londynie odbył się The Freddie Mercury Tribute Concert, zorganizowany w celu złożenia hołdu zmarłemu na AIDS wokaliście grupy Queen.
- 21 kwietnia:
  - otwarto szybką kolej Madryt-Sewilla.
  - reprezentacja Polski w futsalu rozegrała w hiszpańskim Burjasot swój pierwszy oficjalny mecz, remisując z Rosją 7:7.
- 22 kwietnia – w wyniku podziemnych eksplozji w meksykańskim mieście Guadalajara zginęło 206 osób.
- 23 kwietnia:
  - generał Than Shwe przejął władzę w Birmie.
  - Stany Zjednoczone i Gruzja nawiązały stosunki dyplomatyczne.
- 25 kwietnia – otwarto Muzeum czarnobylskie w Kijowie.
- 26 kwietnia:
  - w Los Angeles wybuchły zamieszki w następstwie werdyktu uniewinniającego policjantów oskarżonych o pobicie czarnoskórego Rodneya Kinga.
  - lecący do Teheranu Fokker F27 linii Iran Air Tours rozbił się w okolicach miasta Saveh; zginęło 39 osób.
- 27 kwietnia – powstała Federalna Republika Jugosławii.
- 28 kwietnia:
  - dwie pozostałe po rozpadzie kraju republiki (Serbia i Czarnogóra) rozwiązały formalnie Socjalistyczną Federacyjną Republikę Jugosławii, powołując w jej miejsce Federalną Republikę Jugosławii ze stolicą w Belgradzie.
  - obalenie komunistycznych rządów w Afganistanie; władzę przejęli mudżahedini.
- 29 kwietnia:
  - po uniewinnieniu przez ławę przysięgłych 4 białych policjantów, oskarżonych o brutalne pobicie w 1991 roku czarnoskórego Rodneya Kinga, w Los Angeles wybuchły kilkudniowe zamieszki w których zginęły 53 osoby.
  - doszło do przewrotu pałacowego w Sierra Leone. Obalonego prezydenta Josepha Saidu Momoha zastąpił 27-letni kapitan Valentine Strasser.
  - reprezentacja Ukrainy w piłce nożnej w swym pierwszym oficjalnym meczu przegrała w Użhorodzie z Węgrami 1:3.
- 30 kwietnia – CERN ogłosił, iż World Wide Web będzie udostępniona bezpłatnie.

### Maj
- 2 maja – podpisano porozumienie o utworzeniu Europejskiego Obszaru Gospodarczego.
- 5 maja:
  - przed półfinałowym meczem piłkarskiego Pucharu Francji sezonu 1991/92, pomiędzy SC Bastia a Olympique Marsylia na stadionie Armand Cesari w miejscowości Furiani (na południowych przedmieściach Bastii), na skutek zawalenia się tymczasowej trybuny zginęło 18 osób, a 2357 zostało rannych.
  - po przeszło 200 latach od uchwalenia weszła w życie 27. poprawka do konstytucji USA, regulująca kwestie związane z wynagrodzeniem członków amerykańskiego Kongresu.
  - Rosjanie zamieszkujący półwysep proklamowali powstanie Republiki Krymu.
  - wydano grę komputerową Wolfenstein 3D.
- 7 maja – prom kosmiczny Endeavour rozpoczął swoją pierwszą misję STS-49.
- 9 maja – w szwedzkim Malmö odbył się 37. Konkurs Piosenki Eurowizji.
- 13 maja:
  - Jan Paweł II ustanowił Światowy Dzień Chorego obchodzony 11 lutego.
  - w Himalajach zaginęła polska alpinistka Wanda Rutkiewicz, jej ciała nie odnaleziono.
  - pierwsze publiczne nauczanie Falun Dafa w Changchun przez Li Hongzhi, stąd: Światowy Dzień Falun Dafa.
- 14 maja – Janez Drnovšek został premierem Słowenii.
- 15 maja – podpisano Traktat taszkencki.
- 16 maja – amerykański wahadłowiec kosmiczny Endeavour powrócił na Ziemię ze swego pierwszego lotu w przestrzeń kosmiczną.
- 17 maja – założyciel Opus Dei Josemaría Escrivá de Balaguer został beatyfikowany przez papieża Jana Pawła II.
- 18 maja – po 203 latach od zgłoszenia weszła w życie 27. poprawka do Konstytucji Stanów Zjednoczonych.
- 20 maja:
  - w północno-zachodniej Rosji założono Park Narodowy Paanajarwi.
  - Joseph Yodoyman został premierem Czadu.
  - FC Barcelona pokonała po dogrywce na londyńskim Wembley Sampdorię 1:0 i zdobyła po raz pierwszy piłkarski Puchar Europy.
- 22 maja:
  - prezydenci Lech Wałęsa i Boris Jelcyn podpisali w Moskwie polsko-rosyjski traktat o przyjaźni i dobrosąsiedzkiej współpracy.
  - Bośnia i Hercegowina, Chorwacja i Słowenia przystąpiły do ONZ.
- 23 maja:
  - kraje byłego ZSRR podpisały Protokół lizboński w sprawie likwidacji postradzieckich arsenałów jądrowych.
  - w zamachu bombowym na autostradzie koło Capaci na Sycylii zginął antymafijny sędzia śledczy Giovanni Falcone.
- 24 maja – Ibrahim Rugova został prezydentem Kosowa.
- 26 maja – otwarto linię szybkiej kolei Florencja-Rzym.
- 27 maja – 18 osób stojących w kolejce po chleb zginęło wskutek ostrzału w oblężonym przez Serbów Sarajewie.
- 28 maja – Oscar Luigi Scalfaro został prezydentem Włoch.
- 29 maja – premiera komedii filmowej Zakonnica w przebraniu w reżyserii Emile’a Ardolino.
- 30 maja – rozpoczął nadawanie poświęcony kulturze francusko-niemiecki telewizyjny kanał ARTE.

### Czerwiec
- 1 czerwca – Rosja została przyjęta do Międzynarodowego Funduszu Walutowego (IMF).
- 2 czerwca – Duńczycy odrzucili w referendum Traktat z Maastricht.
- 3–14 czerwca – Rio de Janeiro: odbyła się konferencja ONZ pod hasłem „Środowisko i Rozwój”, zwana „Szczytem Ziemi”.
- 4 czerwca:
  - rozpoczęła się 55. podróż apostolska Jana Pawła II do Angoli i na Wyspy Świętego Tomasza i Książęcą.
  - przyjęto flagę Kazachstanu.
- 6 czerwca – 47 osób zginęło w Panamie w katastrofie należącego do Copa Airlines Boeinga 737.
- 7 czerwca – Əbülfəz Elçibəy zwyciężył w pierwszych wyborach prezydenckich w Azerbejdżanie.
- 8 czerwca – Alpha Oumar Konaré został prezydentem Mali.
- 10 czerwca – we Szwecji rozpoczęły się IX Mistrzostwa Europy w Piłce Nożnej.
- 13 czerwca – założono Białoruską Partię Agrarną.
- 17 czerwca – Tadżykistan zremisował w Duszanbe z Uzbekistanem 2:2 w pierwszym w historii oficjalnym meczu dla obu reprezentacji piłkarskich.
- 19 czerwca – Marc Bazin został premierem i tymczasowym prezydentem Haiti.
- 20 czerwca – Estonia przywróciła koronę w miejsce rubla.
- 23 czerwca – w Izraelu odbyły się wybory do Knesetu.
- 25 czerwca – rozpoczęła się misja STS-50 wahadłowca Columbia.
- 26 czerwca – w finale rozgrywanych w Szwecji piłkarskich mistrzostw Europy Dania pokonała Niemcy 2:0.
- 28 czerwca:
  - została uchwalona konstytucja Estonii.
  - Giuliano Amato został premierem Włoch.
  - Burhanuddin Rabbani został prezydentem Afganistanu.
  - odbyły się pierwsze wielopartyjne wybory parlamentarne w Mongolii.
- 29 czerwca – prezydent Algierii Mohamed Boudiaf został zamordowany przez ochroniarza podczas publicznego wystąpienia w Annabie.
- 30 czerwca – była torysowska premier Wielkiej Brytanii Margaret Thatcher otrzymała dożywotnie parostwo.

### Lipiec
- 1 lipca – Wielka Brytania objęła prezydencję w Radzie Unii Europejskiej.
- 2 lipca – Václav Klaus został premierem Republiki Czeskiej.
- 7 lipca – piłkarska reprezentacja RPA rozegrała swój pierwszy międzypaństwowy mecz od roku 1955, pokonując Kamerun 1:0.
- 8 lipca – Thomas Klestil został prezydentem Austrii.
- 10 lipca – były panamski dyktator Manuel Noriega został skazany na 40 lat pozbawienia wolności za handel narkotykami przez sąd w Miami.
- 13 lipca – Icchak Rabin został po raz drugi premierem Izraela.
- 14 lipca – zawarto gruzińsko-rosyjskie zawieszenie broni w czasie wojny w Osetii Południowej.
- 17 lipca – Słowacka Rada Narodowa przyjęła Deklarację Suwerenności Republiki Słowackiej.
- 18 lipca – masakra w La Cantuta: z terenu uniwersytetu w Limie grupa wojskowych uprowadziła i zamordowała 9 studentów i profesora.
- 19 lipca – w zamachu bombowym w Palermo zginął antymafijny sędzia śledczy Paolo Borsellino i 5 policjantów z jego ochrony.
- 20 lipca – Václav Havel podał się do dymisji jako prezydent Czechosłowacji.
- 23 lipca – Abchazja stała się suwerennym państwem.
- 25 lipca – rozpoczęły się XXV Letnie Igrzyska Olimpijskie w Barcelonie:
  - 29 lipca – w Barcelonie, złote medale dla Polski zdobyli: Waldemar Legień w judo, Arkadiusz Skrzypaszek indywidualnie w pięcioboju nowoczesnym oraz drużyna pięcioboistów.
  - 6 sierpnia – w Barcelonie, Amerykanin Kevin Young ustanowił rekord świata w biegu na 400 m ppł. (46,78 s.), rekord niepobity od 19 lat.
- 29 lipca – szukający schronienia w ambasadzie Chile w Moskwie obalony komunistyczny przywódca NRD Erich Honecker został przez Rosjan wydany władzom RFN i osadzony w berlińskim więzieniu w Moabicie.
- 31 lipca:
  - Gruzja została przyjęta do ONZ.
  - katastrofy samolotów pasażerskich: w chińskim Nankinie rozbił się Jak-42 (108 ofiar), pod Katmandu w Nepalu Airbus A310 (113 ofiar).

### Sierpień
- 11 sierpnia – Chorwacja i Słowenia nawiązały stosunki dyplomatyczne z USA.
- 12 sierpnia – Paulina Kuras, polska koszykarka
- 14 sierpnia – w Ugandzie spadł meteoryt Mbale.
- 19 sierpnia – w Zurychu, Kenijczyk Moses Kiptanui ustanowił rekord świata w biegu na 3000 m przeszk. 8:02,08 s.
- 24 sierpnia – Chiny i Korea Południowa nawiązały stosunki dyplomatyczne.
- 26 sierpnia – premierzy Václav Klaus i Vladimír Mečiar podpisali w Brnie umowę o podziale Czechosłowacji z dniem 1 stycznia 1993.
- 27 sierpnia – w katastrofie samolotu Tu-134 w rosyjskim Iwanowie zginęły 84 osoby.
- 30 sierpnia – Michael Schumacher wygrał swój pierwszy wyścig w F1 (Grand Prix Belgii).
- 31 sierpnia – Pascal Lissouba został prezydentem Konga.

### Wrzesień
- 1 września – została uchwalona konstytucja Słowacji.
- 4 września – były bułgarski komunistyczny przywódca Todor Żiwkow został skazany na 7 lat pozbawienia wolności za defraudację.
- 6 września – w Rieti, Algierczyk Noureddine Morceli ustanowił rekord świata w biegu na 1500 m wynikiem 3:28,86 s.
- 12 września:
  - Mae Carol Jemison została pierwszą Afroamerykanką, która poleciała w kosmos.
  - w Peru został aresztowany Abimael Guzmán, przywódca maoistowskiej organizacji terrorystycznej Świetlisty Szlak.
- 16 września:
  - Parlament Europejski ratyfikował układ stowarzyszeniowy z Polską.
  - tzw. czarna środa w Wielkiej Brytanii: w wyniku ataku spekulacyjnego funt brytyjski został zdewaluowany i zmuszony do opuszczenia systemu ERM.
- 20 września – Francuzi opowiedzieli się w referendum za przyjęciem Traktatu z Maastricht.
- 22 września – wykluczenie Jugosławii z ONZ.
- 23 września – odbyła się premiera filmu Gorzkie gody w reżyserii Romana Polańskiego.
- 25 września:
  - NASA wystrzeliła sondę Mars Observer.
  - otwarto Kanał Ren-Men-Dunaj.
- 26 września – pod Lagos w Nigerii rozbił się wojskowy Lockheed C-130 Hercules; zginęło 158 żołnierzy.
- 28 września – w katastrofie pakistańskiego Airbusa A300 w Nepalu zginęło 167 osób.

### Październik
- 2 października – ponad 100 więźniów zginęło podczas tłumienia buntu w więzieniu Carandiru w brazylijskim mieście São Paulo.
- 3 października:
  - odbył się ślub Michelle LaVaughn Robinson i Baracka Obamy.
  - w proteście przeciw tolerowaniu przez Stolicę Apostolską skandali pedofilskich, irlandzka piosenkarka Sinéad O’Connor w trakcie występu w programie telewizyjnym Saturday Night Live, potargała zdjęcie Jana Pawła II.
- 4 października:
  - katastrofa lotu El Al 1862: transportowy Boeing 747 rozbił się o budynek mieszkalny w Amsterdamie. Zginęły 43 osoby, w tym 39 na ziemi.
  - w Rzymie podpisano układ pokojowy kończący wojnę domową w Mozambiku.
  - wskutek ataku szaleńca wybuchł pożar w Sali Królestwa Świadków Jehowy w Wonju (Korea Południowa); zginęło 15 osób, 26 zostało rannych.
- 5 października – Lennart Meri został wybrany na prezydenta Estonii.
- 7 października – Kanada, Meksyk i USA podpisały porozumienie powołujące Północnoamerykański Układ o Wolnym Handlu (NAFTA).
- 9 października:
  - odbyła się premiera filmu 1492. Wyprawa do raju.
  - w stanie Nowy Jork spadł meteoryt Peekskill.
- 12 października:
  - premierem Ukrainy został Leonid Kuczma.
  - w trzęsieniu ziemi w Kairze zginęło 545 osób, 6512 zostało rannych, a 50 tys. straciło dach nad głową.
- 15 października – seryjny morderca i kanibal Andriej Czikatiło został przez rosyjski sąd skazany na karę śmierci za 53 zabójstwa.
- 21 października – skandal obyczajowy wywołała publikacja książki amerykańskiej piosenkarki Madonny pt. Sex, zawierającej silnie nacechowane erotyką fotografie autorstwa Stevena Meisela.
- 23 października – Akihito jako pierwszy w historii japoński cesarz przybył z wizytą do Chin.
- 25 października – w referendum została zaaprobowana Konstytucja Litwy.
- 31 października:
  - papież Jan Paweł II dokonał pełnej rehabilitacji Galileusza.
  - Rafiq Hariri został premierem Libanu.

### Listopad
- 2 listopada – oblatano samolot Airbus A330.
- 3 listopada – w amerykańskich wyborach prezydenckich zwyciężył kandydat demokratów Bill Clinton, pokonując - po 12 latach rządów republikanów – urzędującego w Białym Domu George’a Busha.
- 13 listopada – premiera filmu Drakula.
- 20 listopada – wybuchł pożar na zamku w Windsorze.
- 24 listopada:
  - powstała Praska Giełda Papierów Wartościowych.
  - przyjęto flagę Tadżykistanu.
  - w chińskim regionie autonomicznym Kuangsi w katastrofie należącego do China Southern Airlines Boeinga 737 zginęło 141 osób.
- 25 listopada:
  - parlament Czechosłowacji podjął decyzję o podziale kraju na Czechy i Słowację z dniem 1 stycznia 1993 roku.
  - premiera filmu Bodyguard.
- 27 listopada – w Wenezueli doszło do nieudanej próby wojskowego zamachu stanu.

### Grudzień
- 2 grudnia – premierem Republiki Litewskiej został przedsiębiorca Bronislovas Lubys.
- 3 grudnia – historia telekomunikacji: wysłano pierwszy SMS.
- 6 grudnia:
  - Szwajcarzy odrzucili w referendum możliwość wejścia do Europejskiego Obszaru Gospodarczego.
  - w Ayodhya (północne Indie) hinduiści zburzyli meczet Babri Masdżid.
- 9 grudnia:
  - amerykańscy marines wylądowali na plażach Somalii (operacja ONZ „Przywrócić nadzieję”).
  - premier John Major ogłosił w Izbie Gmin separację księżnej Diany i księcia Karola.
- 12 grudnia – 2500 osób zginęło w trzęsieniu ziemi o sile 7,5 stopni w skali Richtera, które nawiedziło wyspę Flores w Indonezji.
- 14 grudnia – Wiktor Czernomyrdin został premierem Rosji.
- 16 grudnia – uchwalono Konstytucję Republiki Czeskiej.
- 18 grudnia – Kim Young-sam jako pierwszy od 32 lat cywilny kandydat wygrał wybory prezydenckie w Korei Południowej.
- 21 grudnia:
  - Polska wraz z Czechosłowacją i Węgrami powołały CEFTA.
  - w katastrofie holenderskiego samolotu DC-10 w portugalskim Faro zginęło 56 osób.
- 22 grudnia:
  - podczas podchodzenia do lądowania na lotnisku w Trypolisie Boeing 727 libijskich linii lotniczych Libyan Airlines zderzył się z MiG-23. W wypadku śmierć poniosło 157 osób.
  - Martin Almada odkrył archiwa terroru, opisujące losy tysięcy Latynoamerykanów, którzy zostali porwani, torturowani i zabici przez służby specjalne Argentyny, Boliwii, Chile, Paragwaju i Urugwaju. Działania służb nosiły kryptonim „operacja Kondor”.
- 23 grudnia – premiera filmu Zapach kobiety.
- 24 grudnia – wystartowała MTV Japonia.
- 29 grudnia:
  - Fernando Collor de Mello ustąpił z funkcji prezydenta Brazylii po oskarżeniu go o korupcję. Jego miejsce zajął dotychczasowy wiceprezydent Itamar Franco.
  - na plaży w pobliżu stolicy Sierra Leone Freetown rozstrzelano 27 oficerów i polityków Kongresu Ogólnoludowego, oskarżonych o przygotowywanie zamachu stanu.

## Urodzili się
- 1 stycznia:
  - Daniił Apalkow, rosyjski hokeista
  - Shane Duffy, irlandzki piłkarz
  - Dean Goosen, południowoafrykański lekkoatleta, oszczepnik
  - He Kexin, chińska gimnastyczka
  - Abd al-Basit as-Sarut, syryjski piłkarz, działacz polityczny (zm. 2019)
  - Jack Wilshere, angielski piłkarz
- 2 stycznia:
  - Isabella Holland, australijska tenisistka
  - Teemu Pulkkinen, fiński hokeista
  - Ahmed Samir El Shabramsly, egipski lekkoatleta
  - Marko Simonowski, macedoński piłkarz
  - Barbara Špiler, słoweńska lekkoatletka, młociarka
  - Clelia Tini, sanmaryńska pływaczka
- 3 stycznia:
  - Jon Aurtenetxe, baskijski piłkarz
  - Michiel van der Heijden, holenderski kolarz górski i przełajowy
  - Doug McDermott, amerykański koszykarz
  - Sandra Zaniewska, polska tenisistka
- 4 stycznia:
  - Christian Bannis, duński piłkarz
  - Kris Bryant, amerykański baseballista
  - Liu Cheng, chiński badmintonista
  - Sabin Merino, hiszpański piłkarz
  - Alexander N’Doumbou, gaboński piłkarz
  - Artūrs Toms Plešs, łotewski samorządowiec, polityk
  - Joffrey Pollet-Villard, francuski narciarz dowolny
  - Quincy Promes, holenderski piłkarz
  - Dorota Smorzewska, polska judoczka
  - Sajad Ganjzadeh, irański karateka
- 5 stycznia – Deng Deng, południowosudański koszykarz, posiadający także obywatelstwo australijskie
- 6 stycznia:
  - Ismael Borrero, kubański zapaśnik
  - Nika Dzalamidze, gruziński piłkarz
  - Ingrid Bøe Jacobsen, norweska kolarka górska i szosowa
  - Jonathan Moya, kostarykański piłkarz
  - Jasmin Mešanović, bośniacki piłkarz
- 7 stycznia:
  - James Bell, amerykański koszykarz
  - Choren Bajramjan, ormiański piłkarz
  - BØRNS, amerykański piosenkarz
  - Erik Gudbranson, kanadyjski hokeista pochodzenia norweskiego
  - Eduardo Pereira Rodrigues, brazylijski piłkarz
  - Jessica Rossi, włoska strzelczyni sportowa
  - Mbwana Aly Samata, tanzański piłkarz
  - Edgaras Ulanovas, litewski koszykarz
- 8 stycznia:
  - Patrik Carlgren, szwedzki piłkarz
  - Stefanie Dolson, amerykańska koszykarka
  - Nathalie Eklund, szwedzka narciarka alpejska
  - Koke, hiszpański piłkarz
  - Yrondu Musavu-King, gaboński piłkarz
  - Paulo Oliveira, portugalski piłkarz
- 9 stycznia:
  - Jack Campbell, amerykański hokeista, bramkarz
  - Terrence Jones, amerykański koszykarz
  - Aleksandar Kovačević, serbski piłkarz
  - Marlena Kowalewska, polska siatkarka
  - Cody Miller, amerykański pływak
  - Swan N’Gapeth, francuski siatkarz
  - Joseph Parker, nowozelandzki bokser
  - Walter Viitala, fiński piłkarz, bramkarz
  - Andreas Voglsammer, niemiecki piłkarz
- 10 stycznia:
  - Christian Atsu, ghański piłkarz (zm. 2023)
  - Kemar Bailey-Cole, jamajski lekkoatleta, sprinter
  - Daniel Godelli, albański sztangista
  - Pawieł Snurnicyn, rosyjski hokeista (zm. 2011)
  - Šime Vrsaljko, chorwacki piłkarz
  - Kamila Wasek, polska judoczka
- 11 stycznia:
  - Filip Bradarić, chorwacki piłkarz
  - Dani Carvajal, hiszpański piłkarz
  - Laysla De Oliveira, kanadyjska aktorka pochodzenia brazylijskiego
  - Ahmad Mohammadi, irański zapaśnik
  - Barbara Wypych, polska aktorka
- 12 stycznia:
  - Ishak Belfodil, algierski piłkarz
  - Georgia May Jagger, brytyjska modelka
  - Lucas Liß, niemiecki kolarz torowy i szosowy pochodzenia polskiego
  - Samuele Longo, włoski piłkarz
  - Iivo Niskanen, fiński biegacz narciarski
  - Sarius, polski raper
- 13 stycznia:
  - Santiago Arias, kolumbijski piłkarz
  - Nassim Ben Khalifa, szwajcarski piłkarz pochodzenia tunezyjskiego
  - Kaitlyn Christian, amerykańska tenisistka
  - Thibault Colard, francuski wioślarz
  - Hyvin Jepkemoi, kenijska lekkoatletka, biegaczka długodystansowa
  - Adam Matthews, walijski piłkarz
  - Natalia Mędrzyk, polska siatkarka
  - Dinah Pfizenmaier, niemiecka tenisistka
  - Péter Prohászka, węgierski szachista
  - Monika Šmídová, czeska siatkarka
- 14 stycznia:
  - Catalina Amarilla, paragwajska lekkoatletka, tyczkarka
  - Robbie Brady, irlandzki piłkarz
  - Łukasz Cyran, polski żużlowiec
  - Hsu Chieh-yu, tajwańska tenisistka
  - Wang Qiang, chińska tenisistka
- 15 stycznia:
  - Bacar Baldé, piłkarz z Gwinei Bissau
  - Rasmus Falk, duński piłkarz
  - Max von der Groeben, niemiecki aktor
  - Marcin Kamiński, polski piłkarz
  - Joshua King, norweski piłkarz pochodzenia gambijskiego
  - Narumi Takahashi, japońska łyżwiarka figurowa
  - Joël Veltman, holenderski piłkarz
- 16 stycznia:
  - Marianne Fersola, dominikańska siatkarka
  - Piper Gilles, kanadyjska łyżwiarka figurowa pochodzenia amerykańskiego
  - Maja Keuc, słoweńska piosenkarka
  - Jason Zucker, amerykański hokeista
- 17 stycznia:
  - Dariel Albó Miranda, kubański siatkarz
  - Nate Hartley, amerykański aktor
  - Anastasija Huczok, białoruska zapaśniczka
  - Jiang Haiqi, chiński pływak
  - Lasza Szergelaszwili, gruziński piłkarz
  - Marwane Saâdane, marokański piłkarz
- 18 stycznia:
  - Francesco Bardi, włoski piłkarz, bramkarz
  - Dagny Knutson, amerykańska pływaczka
  - Ewa Urtnowska, polska piłkarka ręczna
  - Anastasija Wasyljewa, ukraińska tenisistka
- 19 stycznia:
  - Saad Abdul-Amir, iracki piłkarz
  - Shawn Johnson, amerykańska gimnastyczka
  - Logan Lerman, amerykański aktor
  - Mac Miller, amerykański raper, autor tekstów, producent muzyczny (zm. 2018)
- 20 stycznia:
  - Dorina Budai, węgierska szpadzistka
  - Pawieł Połuektow, kazachski hokeista, bramkarz pochodzenia rosyjskiego
  - Gökhan Töre, turecki piłkarz
  - Adrian Zaremba, polski aktor
- 21 stycznia:
  - Verónica Cepede Royg, paragwajska tenisistka
  - Tom Kühnhackl, niemiecki hokeista
  - Logan O’Brien, amerykański aktor
  - Marija Vuković, czarnogórska lekkoatletka, skoczkini wzwyż
  - Ronwen Williams, południowoafrykański piłkarz, bramkarz
- 23 stycznia:
  - Aisha Al-Balushi, sztangistka ze Zjednoczonych Emiratów Arabskich
  - Kacper Młynarski, polski koszykarz
- 24 stycznia:
  - Mary Opeloge, samoańska sztangistka
  - Yakuba Ouattara, ghański koszykarz, posiadający także francuskie obywatelstwo
- 25 stycznia:
  - Władimir Borodulin, rosyjski żużlowiec
  - Gilbert Kaze, burundijski piłkarz
  - Meighan Simmons, amerykańska koszykarka
- 26 stycznia:
  - Sasha Banks, amerykańska wrestlerka
  - Abdul Gaddy, amerykański koszykarz
  - Tomasz Głód, polski siatkarz
  - Halima Mohamed-Seghir, polska judoczka pochodzenia algierskiego
  - Jhon Mosquera, kolumbijski piłkarz
  - Wahyt Orazsähedow, turkmeński piłkarz
  - Marvin Plattenhardt, niemiecki piłkarz
- 27 stycznia:
  - Kodjo Fo-Doh Laba, togijski piłkarz
  - Isabelle Pedersen, norweska lekkoatletka, płotkarka
  - Dušan Petković, serbski siatkarz
  - Hamari Traoré, malijski piłkarz
- 28 stycznia:
  - Dominika Gnich, polska judoczka
  - Klaudia Maliszewska, polska lekkoatletka, kulomiotka
  - Mariona Ortiz, hiszpańska koszykarka
  - Manuela Wikieł, polska pływaczka
- 29 stycznia:
  - Joséphine Berry, francuska aktorka
  - Markel Brown, amerykański koszykarz
  - Maxi Kleber, niemiecki koszykarz
- 30 stycznia:
  - Jarryd Dunn, brytyjski lekkoatleta, sprinter
  - Filip Đuričić, serbski piłkarz
  - Omar Gaber, egipski piłkarz
  - Keith Hornsby, amerykański koszykarz
  - Kimberly Jess, niemiecka lekkoatletka, skoczni wzwyż
  - Alexander Milošević, szwedzki piłkarz pochodzenia serbskiego
- 31 stycznia:
  - Victor Crone, szwedzki piosenkarz
  - Jeff Hendrick, irlandzki piłkarz
  - Amy Jackson, brytyjska aktorka
  - Aleksandr Łoginow, rosyjski biathlonista
  - Tyler Seguin, kanadyjski hokeista
  - Lasza Szawdatuaszwili, gruziński judoka
  - Agata Wawrzyńczyk, polska siatkarka
- 2 lutego:
  - Marie Hadar, kostarykańska siatkarka
  - Carlos Muñoz, kolumbijski kierowca wyścigowy
  - Tomáš Petrášek, czeski piłkarz
  - Aleksandr Pierietiagin, rosyjski saneczkarz
  - Shanieka Ricketts, jamajska lekkoatletka, trójskoczkini
- 3 lutego:
  - Santa Okockytė, litewska koszykarka
  - Shōhei Ōno, japoński judoka
  - Chloe Sutton, amerykańska pływaczka
- 4 lutego:
  - Irene Cheptai, kenijska lekkoatletka, biegaczka długodystansowa
  - Erik Daniel, czeski piłkarz pochodzenia słowackiego
  - Saulo Decarli, szwajcarski piłkarz
  - Emily Hartong, amerykańska siatkarka
  - Zurabi Iakobiszwili, gruziński zapaśnik
  - Dawid Runtz, polski dyrygent
  - Paulina Woźniak, polska pływaczka
- 5 lutego:
  - Lee Dae-hoon, południowokoreański taekwondzista
  - Neymar, brazylijski piłkarz
  - Elmira Syzdykowa, kazachska zapaśniczka
  - Kejsi Tola, albańska piosenkarka
  - Carina Vogt, niemiecka skoczkini narciarska
  - Stefan de Vrij, holenderski piłkarz
- 6 lutego:
  - Dai Jun, chiński pływak
  - Dodô, brazylijski piłkarz
  - Solomon Kwirkwelia, gruziński piłkarz
  - Eva Lubbers, holenderska lekkoatletka, sprinterka
  - Wellington Nem, brazylijski piłkarz
  - Mahatma Otoo, ghański piłkarz
- 7 lutego:
  - Jose Baxter, angielski piłkarz
  - Ana Beatriz Correa, brazylijska siatkarka
  - Sergi Roberto, hiszpański piłkarz
- 8 lutego:
  - Samanta Fabris, chorwacka siatkarka
  - Carl Jenkinson, angielski piłkarz
  - Bruno Martins Indi, holenderski piłkarz pochodzenia portugalskiego
  - Misaki Matsutomo, japońska badmintonistka
  - Alonzo Russell, bahamski lekkoatleta, sprinter
- 9 lutego:
  - Ana Binet, dominikańska siatkarka
  - Irmina Gliszczyńska, polska żeglarka sportowa
  - Avan Jogia, kanadyjski aktor, piosenkarz
  - Samson Mbingui, gaboński piłkarz
  - Gianni Mina, francuski tenisista
  - Ameen Tanksley, amerykański koszykarz
  - Alina Jahupowa, ukraińska koszykarka
- 10 lutego:
  - Joeri de Kamps, holenderski piłkarz
  - Pauline Ferrand-Prévot, francuska kolarka górska, szosowa i przełajowa
  - Vikas Krishan, indyjski bokser
  - Anna Plichta, polska kolarka
  - Kiriłł Swiesznikow, rosyjski kolarz szosowy i torowy
  - Reinhold Yabo, niemiecki piłkarz
- 11 lutego:
  - Louis Labeyrie, francuski koszykarz
  - Cheick Fantamady Diarra, malijski piłkarz
  - Georgia Groome, brytyjska aktorka
  - Lasse Norman Hansen, duński kolarz szosowy i torowy
  - Taylor Lautner, amerykański aktor
- 12 lutego:
  - Darko Brašanac, serbski piłkarz
  - Magda Linette, polska tenisistka
  - Tornike Okriaszwili, gruziński piłkarz
  - Stefan Ristowski, macedoński piłkarz
  - Dmitrij Szyszkin, rosyjski pianista
- 13 lutego:
  - Dorina Zele, węgierska koszykarka
  - McKenzie Adams, amerykańska siatkarka
  - Banou Diawara, burkiński piłkarz
  - Reetta Hämäläinen, fińska lekkoatletka, tyczkarka
  - Nikola Jovović, serbski siatkarz
  - Marta Opalińska, polska armwrestlerka
  - Aleksandra Stachowicz, polska siatkarka
  - Tino-Sven Sušić, bośniacki piłkarz
  - Roger Walder, szwajcarski kolarz górski i przełajowy
- 14 lutego:
  - Fernanda Brito, chilijska tenisistka
  - Christian Eriksen, duński piłkarz
  - Freddie Highmore, brytyjski aktor
  - Ricardo Lucarelli, brazylijski siatkarz
  - Petr Mrázek, czeski hokeista, bramkarz
- 15 lutego:
  - Peter Kretschmer, niemiecki kajakarz, kanadyjkarz
  - Nicolas Le Goff, francuski siatkarz
  - Sandra Nowicka, polska koszykarka
  - Jakow Tumarkin, izraelski pływak
- 16 lutego:
  - Yekaterina Voronina, uzbecka lekkoatletka, wieloboistka
  - Marcus Lewis, amerykański koszykarz
- 17 lutego:
  - Glenn Cosey, amerykański koszykarz
  - Monika Grigalauskytė, litewska koszykarka
  - Zane Knowles, bahamski koszykarz
  - Molly Kreklow, amerykańska siatkarka
  - Meaghan Jette Martin, amerykańska aktorka, piosenkarka
- 18 lutego:
  - Le’Veon Bell, amerykański futbolista
  - Michael Jepsen Jensen, duński żużlowiec
  - Katarzyna Jurkowska-Kowalska, polska gimnastyczka
  - Patrick Malo, burkiński piłkarz
  - Martin Marinčin, słowacki hokeista
  - Logan Miller, amerykański aktor
  - Jovana Rapport, czarnogórska szachistka reprezentująca od 2022 Rumunię
- 19 lutego:
  - Emily Borrell, kubańska siatkarka
  - Georgi Miłanow, bułgarski piłkarz
  - Ilija Miłanow, bułgarski piłkarz
- 20 lutego:
  - Nastassja Burnett, włoska tenisistka
  - Mikałaj Sihniewicz, białoruski piłkarz
  - Juary Soares, piłkarz z Gwinei Bissau
  - Irina Szonberger, kazachska siatkarka
- 21 lutego:
  - Sandro Aminaszwili, gruziński zapaśnik
  - Letizia Camera, włoska siatkarka
  - Klemen Čebulj, słoweński siatkarz
  - Nadieżda Fiodorowa, rosyjska zapaśniczka
  - Phil Jones, angielski piłkarz
  - Klaudia Konopko, polska lekkoatletka, sprinterka
  - Louis Meintjes, południowoafrykański kolarz szosowy
- 22 lutego:
  - Natasha Cloud, amerykańska koszykarka
  - Li Shanshan, chińska gimnastyczka sportowa
  - Alexander Merkel, kazachski piłkarz pochodzenia niemieckiego
  - Peter Russell, amerykański siatkarz
  - Haris Seferović, szwajcarski piłkarz pochodzenia bośniackiego
- 23 lutego:
  - Nikoloz Basilaszwili, gruziński tenisista
  - Casemiro, brazylijski piłkarz
  - Moustapha Fall, francuski koszykarz
  - Daniel Kajzer, polski piłkarz, bramkarz
  - Kiriakos Papadopulos, grecki piłkarz
  - Samara Weaving, amerykańska aktorka
- 24 lutego – Peter Frenette, amerykański skoczek narciarski
- 25 lutego:
  - Thomas Diethart, austriacki skoczek narciarski
  - Marta Kąkol, polska lekkoatletka, oszczepniczka
  - Ahmad Ibrahim Khalaf, iracki piłkarz
  - Joakim Nordström, szwedzki hokeista
  - Amy Ruffle, australijska aktorka
- 26 lutego:
  - Mikael Granlund, fiński hokeista
  - Alexandria Mills, amerykańska modelka
  - Ernesto Revé, kubański lekkoatleta, trójskoczek
  - Ai Shinozaki, japońska piosenkarka
- 27 lutego:
  - Urszula Bhebhe, polska lekkoatletka, płotkarka
  - Filip Krajinović, serbski tenisista
  - Meyers Leonard, amerykański koszykarz
  - Jonjo Shelvey, angielski piłkarz
  - Jimmy Vicaut, francuski lekkoatleta, sprinter
  - Callum Wilson, angielski piłkarz
- 28 lutego:
  - Cristian Brolli, sanmaryński piłkarz
  - Johan Gustafsson, szwedzki hokeista, bramkarz
  - Mariona Ortiz, hiszpańska koszykarka
- 29 lutego:
  - Jewhen Banada, ukraiński piłkarz
  - Laura Henkel, niemiecka lekkoatletka, oszczepniczka
  - Perry Kitchen, amerykański piłkarz
  - Aleksandrina Najdenowa, bułgarska tenisistka
  - Dawid Popek, polski siatkarz plażowy
  - Saphir Taïder, algierski piłkarz
  - Jessie T. Usher, amerykański aktor
- 2 marca:
  - Charlie Coyle, amerykański hokeista
  - Alina Gridniewa, rosyjska narciarka dowolna
  - Nguyễn Huy Hùng, tajwański lekkoatleta, oszczepnik
  - Lai Pin-yu, tajwańska polityk, działaczka społeczna
  - Nguyễn Huy Hùng, wietnamski piłkarz
  - Anongporn Promrat, tajska siatkarka
  - Maisie Richardson-Sellers, brytyjska aktorka
- 5 marca:
  - Taylor Averill, amerykański siatkarz
  - Ulises Castillo, meksykański kolarz szosowy
  - Alejandro Galindo, gwatemalski piłkarz pochodzenia kubańskiego
  - Tina Hermann, niemiecka skeletonistka
  - Moisés Hernández, gwatemalski piłkarz pochodzenia meksykańsko-amerykańskiego
  - Mariusz Marcyniak, polski siatkarz
  - Hunter Mickelson, amerykański koszykarz
  - Fumitaka Morishita, japoński zapaśnik
  - Anton Saroka, białoruski piłkarz
- 6 marca:
  - Wbeymar Angulo, ormiański piłkarz pochodzenia kolumbijskiego
  - Pernille Jessing Larsen, duńska pływaczka
  - Momoko Tsugunaga, japońska piosenkarka
- 7 marca:
  - Zacharie Boucher, francuski piłkarz, bramkarz
  - Barbora Gambová, czeska siatkarka
  - Quanera Hayes, amerykańska lekkoatletka, sprinterka
  - Yun Il-lok, południowokoreański piłkarz
- 8 marca – Charlie Ray, aktorka amerykańska
- 9 marca:
  - Jamierra Faulkner, amerykańska koszykarka
  - Michał Kwiatkowski, polski koszykarz
  - João Pedro, brazylijski piłkarz
  - Mateusz Przybyłko, niemiecki lekkoatleta, skoczek wzwyż pochodzenia polskiego
- 10 marca:
  - Pyłyp Budkiwski, ukraiński piłkarz
  - Roderick Camphor, amerykański koszykarz
  - Neeskens Kebano, kongijski piłkarz
  - Emily Osment, amerykańska aktorka, piosenkarka
  - Emilia Szubert, polska siatkarka
- 11 marca:
  - Cándida Arias, dominikańska siatkarka
  - Jude Demorest, amerykańska aktorka
  - Jabarie Hinds, amerykański koszykarz
  - Sacha Parkinson, brytyjska aktorka
- 12 marca:
  - Daniele Baselli, włoski piłkarz
  - Jordan Ferri, francuski piłkarz
  - Torgil Gjertsen, duński piłkarz
  - Ciara Mageean, irlandzka lekkoatletka, biegaczka średniodystansowa
  - Rokhaya Mbaye, senegalska i francuska lekkoatletka, wieloboistka
  - Jiří Skalák, czeski piłkarz
  - Daniils Ulimbaševs, łotewski piłkarz
  - Yosvany Veitía, kubański bokser
- 13 marca:
  - Agata Szczepanik, polska koszykarka
  - Falyn Fonoimoana, amerykańska siatkarka
  - Bárður Hansen, farerski piłkarz
  - Klaudia Kulon, polska szachistka
  - George MacKay, brytyjski aktor
  - Ewa Mielnicka, polska modelka, zwyciężczyni konkursu Miss Polski
  - Kaya Scodelario, brytyjska modelka, aktorka
- 14 marca:
  - Tsanko Arnaudov, portugalski lekkoatleta, kulomiot pochodzenia bułgarskiego
  - Giacomo Beretta, włoski piłkarz
  - Youcef Belaïli, algierski piłkarz
  - Kristen Bujnowski, kanadyjska bobsleistka
  - Yasuhiro Koseki, japoński piłkarz
  - Mikael Kuronen, fiński hokeista
  - Mardik Mardikian, syryjski piłkarz pochodzenia ormiańskiego
  - Lukas Müller, austriacki skoczek narciarski
  - Juan Muñiz, hiszpański piłkarz
  - Alin Toșca, rumuński piłkarz
- 15 marca:
  - Krzysztof Chodorowski, polski aktor
  - Mary Lou, amerykańska aktorka
  - Anna Shaffer, brytyjska aktorka
- 16 marca:
  - Brett Davern, amerykański aktor
  - Kim Mi-soo, południowokoreańska modelka, aktorka (zm. 2022)
  - Deng Lina, chińska lekkoatletka, trójskoczkini
  - Tim Hardaway Jr., amerykański koszykarz
  - Stéphane Lefebvre, francuski kierowca rajdowy
  - Niklas Mattsson, szwedzki snowboardzista
  - Michael Perham, brytyjski żeglarz
- 17 marca:
  - Eliza Bennett, brytyjska aktorka
  - John Boyega, brytyjski aktor
  - Jodel Dossou, beniński piłkarz
  - Karim Onisiwo, austriacki piłkarz pochodzenia nigeryjskiego
  - Taylor Sander, amerykański koszykarz
  - Yeltsin Tejeda, kostarykański piłkarz
  - Milan Trajković, cypryjski lekkoatleta, płotkarz pochodzenia serbskiego
- 18 marca:
  - Walentina Isłamowa, rosyjska i kazachska zapaśniczka
  - Stanton Kidd, amerykański koszykarz
  - Olha Lachowa, ukraińska lekkoatletka, biegaczka średniodystansowa
  - Kurt Ostlund, kanadyjski aktor
  - Ferjani Sassi, tunezyjski piłkarz
  - Anastasija Sawina, rosyjska szachistka
  - Roope Tonteri, fiński snowboardzista
- 19 marca:
  - Miloš Jojić, serbski piłkarz
  - Alex Maloney, nowozelandzka żeglarka sportowa
  - Evaldas Petrauskas, litewski bokser
- 20 marca:
  - Lara Arruabarrena, hiszpańska tenisistka
  - Justin Faulk, amerykański hokeista
  - Fatima Ezzahra Gardadi, marokańska lekkoatletka, biegaczka długodystansowa
  - Norbert Kulon, polski koszykarz
  - Sandrine Mainville, kanadyjska pływaczka
  - Baissama Sankoh, gwinejski piłkarz
- 21 marca:
  - Sophie Allen, brytyjska pływaczka
  - Jordi Amat, hiszpański piłkarz
  - Kristina Hryszutina, ukraińska lekkoatletka, skoczkini w dal
  - Patrycja Łabędź, polska szachistka
  - Joshua Mance, amerykański lekkoatleta, sprinter
  - Palina Piechawa, białoruska tenisistka
  - Karolína Plíšková, czeska tenisistka
  - Kristýna Plíšková, czeska tenisistka
  - Aleksandra Szmyd, polska śpiewaczka operowa
- 22 marca:
  - Jessie Andrews, amerykańska aktorka pornograficzna
  - Simen Key Grimsrud, norweski skoczek narciarski
  - Chiney Ogwumike, amerykańska koszykarka
  - Bartłomiej Pociecha, polski hokeista
  - Katarzyna Wasick, polska pływaczka
- 23 marca:
  - Ezgi Arslan, turecka siatkarka
  - Tolga Ciğerci, turecki piłkarz
  - Ana Marcela Cunha, brazylijska pływaczka
  - Kyrie Irving, amerykański koszykarz pochodzenia australijskiego
  - Vanessa Morgan, kanadyjska aktorka, piosenkarka
  - Zalina Sidakowa, białoruska zapaśniczka
  - Ejike Uzoenyi, nigeryjski piłkarz
  - Igor Vetokele, angolski piłkarz
- 24 marca:
  - Peppe Femling, szwedzki biathlonista
  - Victoria Fernández, chilijska lekkoatletka, tyczkarka
  - Martin Frýdek, czeski piłkarz
  - Faye Gulini, amerykańska snowboardzistka
  - Vanessa Hinz, niemiecka biathlonistka
  - Marco Lodadio, włoski gimnastyk
  - Zaur Makijew, rosyjski zapaśnik pochodzenia osetyjskiego
  - Mohamed Traoré, malijski piłkarz
- 25 marca – Shawn Jones, amerykański koszykarz
- 26 marca:
  - Nina Agdal, duńska modelka
  - Romario Benzar, rumuński piłkarz
  - Agata Dobrowolska, polska koszykarka
  - Kryscina Kicka, białoruska siatkarka
  - Stefan Luitz, niemiecki narciarz alpejski
  - Casper Sloth, duński piłkarz
  - Maciej Zacheja, polski judoka
- 28 marca:
  - Elena Bogdan, rumuńska tenisistka
  - Richard Dixon, panamski piłkarz
  - Park Seung-hi, południowokoreańska łyżwiarka szybka, specjalistka short tracku
- 29 marca:
  - Lewan Arabuli, gruziński zapaśnik
  - Anna Kawecka, polska pływaczka
  - Jan Mayländer, niemiecki skoczek narciarski
- 30 marca:
  - Stuart Armstrong, szkocki piłkarz
  - Alhassane Bangoura, gwinejski piłkarz
  - Anastasija Bodnaruk, rosyjska szachistka
  - Abdoulaye Diallo, senegalski piłkarz, bramkarz
  - Alesia Kuzniecowa, rosyjska judoczka
- 31 marca:
  - Caitlin Carver, amerykańska aktorka
  - Odisnel Cooper, kubański piłkarz, bramkarz
  - Henri Laaksonen, szwajcarski tenisista pochodzenia fińskiego
  - Christian Mathenia, niemiecki piłkarz, bramkarz
- 1 kwietnia:
  - Gabriela Dabrowski, kanadyjska tenisistka pochodzenia polskiego
  - Joanna Gadzina, polska piłkarka ręczna
  - Aleksiej Korowaszkow, rosyjski kajakarz, kanadyjkarz
  - Jakub Peszko, polski siatkarz
  - Sieneke, holenderska piosenkarka
- 3 kwietnia:
  - Ana Bjelica, serbska siatkarka
  - Juan Cazares, ekwadorski piłkarz
  - Michał Chrapek, polski piłkarz
  - Julija Jefimowa, rosyjska pływaczka
  - Roderick Miller, panamski piłkarz
- 4 kwietnia:
  - Ben Heber, niemiecki bobsleista
  - Nina Kraljić, chorwacka piosenkarka
  - Alexa Nikolas, amerykańska aktorka
  - Daniel Theis, niemiecki koszykarz
  - Nathan Trent, austriacki piosenkarz
- 6 kwietnia:
  - Yacouba Ali, nigerski piłkarz
  - Beatrice Capra, amerykańska tenisistka
  - Joël Kiassumbua, kongijski piłkarz, bramkarz
- 7 kwietnia:
  - Andreea Acatrinei, rumuńska gimnastyczka
  - William Carvalho, portugalski piłkarz pochodzenia angolskiego
  - Veronika Dostálová, czeska siatkarka
  - Martin Hinteregger, austriacki piłkarz
  - Alexis Jordan, amerykańska piosenkarka, aktorka
  - Jessica Sara, amerykańska aktorka
  - Yoann Wachter, gaboński piłkarz
- 8 kwietnia:
  - Mohammed Monir, libijski piłkarz
  - Mathew Ryan, australijski piłkarz, bramkarz
  - Siergiej Ustiugow, rosyjski biegacz narciarski
  - Shelby Young, amerykańska aktorka
- 9 kwietnia:
  - Pawło Krutous, ukraiński koszykarz
  - Fernando Aristeguieta, wenezuelski piłkarz
  - Allen Crabbe, amerykański koszykarz
  - Isabella King, australijska kolarka torowa
  - Jelena Łaszmanowa, rosyjska lekkoatletka, chodziarka
  - Brendon Rodney, kanadyjski lekkoatleta, sprinter
  - Paula Słonecka, polska siatkarka
  - Anna Willcox-Silfverberg, nowozelandzka narciarka dowolna
- 10 kwietnia:
  - Michelle-Lee Ahye, trynidadzko-tobagijska lekkoatletka, sprinterka
  - Michał Haratyk, polski lekkoatleta, kulomiot
  - Andrij Howorow, ukraiński pływak
  - Sadio Mané, senegalski piłkarz
  - Vernon Norwood, amerykański lekkoatleta, sprinter
  - Joël Pedro, luksemburski piłkarz pochodzenia portugalskiego
  - Daisy Ridley, brytyjska aktorka
- 11 kwietnia:
  - Kamil Kalinowski, polski hokeista
  - Andres Makin, belizeński piłkarz
  - Aleksandar Pantić, serbski piłkarz
  - Nesthy Petecio, filipińska pięściarka
- 12 kwietnia:
  - Chad le Clos, południowoafrykański pływak
  - Witalij Dunajcew, rosyjski bokser
  - Rebin Sulaka, iracki piłkarz
  - Alyssa Thomas, amerykańska koszykarka
  - Agata Trzebuchowska, polska aktorka
- 13 kwietnia:
  - Péter Bernek, węgierski pływak
  - Joonas Donskoi, fiński hokeista
  - George North, walijski rugbysta
  - Raimariely Santos, portorykańska siatkarka
- 14 kwietnia:
  - Joanna Dorociak, polska wioślarka
  - Loïc Feudjou, kameruński piłkarz
  - Serhij Frołow, ukraiński pływak
  - Arkadiusz Kłusowski, polski piosenkarz, kompozytor, autor tekstów
  - Christian vom Lehn, niemiecki pływak
  - Niklas Nienaß, niemiecki polityk, eurodeputowany
  - Jiří Pavlenka, czeski piłkarz, bramkarz
  - Álvaro Ramos, chilijski piłkarz
  - Tommy Smith, angielski piłkarz
  - Frederik Sørensen, duński piłkarz
- 15 kwietnia:
  - Amy Deasismont, szwedzka piosenkarka, autorka, aktorka
  - Remo Freuler, szwajcarski piłkarz
  - John Guidetti, szwedzki piłkarz pochodzenia włosko-brazylijskiego
  - Nathaniel Méndez-Laing, angielski piłkarz
  - Guðmundur Þórarinsson, islandzki piłkarz
  - Richard Sandrak, amerykański kulturysta pochodzenia ukraińskiego
  - Alice Volpi, włoska florecistka
- 16 kwietnia:
  - Richèl Hogenkamp, holenderska tenisistka
  - Magdalena Janiuk, polska siatkarka
  - Breeja Larson, amerykańska pływaczka
  - Sebastian, luksemburski książę
  - Dawid Słupiński, polski koszykarz
  - Martyna Tracz, polska siatkarka
- 18 kwietnia:
  - Araz Abdullayev, azerski piłkarz
  - Misa Eguchi, japońska tenisistka
  - Irisdaymi Herrera, kubańska lekkoatletka, skoczkini w dal
  - Ołeksandr Miszuła, ukraiński koszykarz
  - Georgi Terziew, bułgarski piłkarz
- 20 kwietnia:
  - Octavious Freeman, amerykańska lekkoatletka, sprinterka
  - Wieronika Korsunowa, rosyjska narciarka dowolna
- 21 kwietnia:
  - Jana Borodina, rosyjska lekkoatletka, trójskoczkini
  - Deng Linlin, chińska gimnastyczka
  - Isco, hiszpański piłkarz
- 22 kwietnia:
  - English Gardner, amerykańska lekkoatletka, sprinterka
  - Patrik Hrošovský, słowacki piłkarz
  - Elias Kachunga, kongijski piłkarz
  - Adam Lanza, amerykański masowy morderca (zm. 2012)
  - Rolene Strauss, południowoafrykańska modelka, zwyciężczyni konkursu Miss World
- 24 kwietnia:
  - Zuzanna Czyżnielewska, polska siatkarka
  - Sam Deroo, belgijski siatkarz
  - Laura Gil, hiszpańska koszykarka
  - Joe Keery, amerykański aktor, muzyk
  - Laura Kenny, brytyjska kolarka torowa
  - Yūki Kobayashi, japoński piłkarz
  - Jamile Samuel, holenderska lekkoatletka, sprinterka
  - Doc Shaw, amerykański aktor, raper, piosenkarz
  - Rafaela Silva, brazylijska judoczka
  - Scott Wilson, kanadyjski hokeista
  - Ignat Ziemczenko, rosyjski hokeista
- 26 kwietnia:
  - Andrea Ka, kambodżańsko-francuska tenisistka
  - Rafał Leszczyński, polski piłkarz, bramkarz
  - Marko Meerits, estoński piłkarz, bramkarz
  - Nicole Seekamp, australijska koszykarka
  - Delon Wright, amerykański koszykarz
- 27 kwietnia:
  - Adam Bartoš, czeski siatkarz
  - Mitchell Creek, australijski koszykarz
  - Allison Iraheta, amerykańska piosenkarka pochodzenia salwadorskiego
- 28 kwietnia – Christabelle, maltańska piosenkarka
- 29 kwietnia – Aleksiej Romaszow, kazachski skoczek narciarski
- 30 kwietnia:
  - Magdalena Gorzkowska, polska lekkoatletka, sprinterka
  - Laura Grasemann, niemiecka narciarka dowolna
  - Finn Lemke, niemiecki piłkarz ręczny
  - Kamil Pulczyński, polski żużlowiec (zm. 2021)
  - Marc-André ter Stegen, niemiecki piłkarz, bramkarz
  - Paweł Wszołek, polski piłkarz
- 1 maja – Bryon Allen, amerykański koszykarz
- 2 maja:
  - Brett Connolly, kanadyjski hokeista
  - Vanessa Mai, niemiecka piosenkarka pochodzenia chorwackiego
  - Eliza Rycembel, polska aktorka
  - María-Teresa Torró-Flor, hiszpańska tenisistka
  - Boniface Tumuti, kenijski lekkoatleta, płotkarz
- 3 maja:
  - Mohamed Amine Ben Amor, tunezyjski piłkarz
  - Walentin Gołubiew, rosyjski siatkarz
  - Piotr Kantor, polski siatkarz plażowy
  - Nikola Radosová, słowacka siatkarka
- 4 maja:
  - Phyllis Francis, amerykańska lekkoatletka, sprinterka
  - Iga Grzywacka, polska aktorka, wokalistka
  - Victor Oladipo, amerykański koszykarz pochodzenia nigeryjskiego
  - Ashley Rickards, amerykańska aktorka
  - Shoni Schimmel, amerykańska koszykarka
  - Darcy Ward, australijski żużlowiec
  - Ramon Zenhäusern, szwajcarski narciarz alpejski
- 5 maja:
  - Jadranka Budrović, serbska siatkarka
  - Goran Čaušić, serbski piłkarz
  - Kendall Gray, amerykańska koszykarka
  - Martyna Jelińska, polska florecistka
  - Jakub Jugas, czeski piłkarz
  - Łukasz Przedpełski, polski żużlowiec
  - Denesha Stallworth, amerykańska koszykarka
- 6 maja – Jonas Valančiūnas, litewski koszykarz
- 7 maja:
  - Konstantine Chabalaszwili, gruziński zapaśnik
  - Dordżchandyn Chüderbulag, mongolski zapaśnik
  - Adrián Embarba, hiszpański piłkarz
  - Ryan Harrison, amerykański tenisista
  - Tyler Johnson, amerykański koszykarz
  - Alexander Ludwig, kanadyjski aktor pochodzenia niemieckiego
  - Theresa Michalak, niemiecka pływaczka
  - Simeon Nwankwo, nigeryjski piłkarz
  - Natalia Rodríguez, hiszpańska aktorka
  - Aleksandra Wiśnik, polska lekkoatletka, tyczkarka
- 8 maja:
  - Noah Bowman, kanadyjski narciarz dowolny
  - Olivia Culpo, amerykańska aktorka, celebrytka, zwyciężczyni konkursów piękności
  - Ana Mulvoy Ten, hiszpańsko-brytyjska aktorka
- 9 maja:
  - Emil Galimow, rosyjski hokeista
  - Rachid Ghezzal, algierski piłkarz
  - Łukasz Kret, polski żużlowiec
  - Tom Laterza, luksemburski piłkarz
  - Barbora Purchartová, czeska siatkarka
  - Martina Rosucci, włoska piłkarka
  - Ristananna Tracey, jamajska lekkoatletka, sprinterka i płotkarka
- 10 maja:
  - Monika Chabel, polska wioślarka
  - Charice, filipiński piosenkarz, pierwszy Azjata w Billboard Top 10
- 11 maja:
  - Pierre-Ambroise Bosse, francuski lekkoatleta, długodystansowiec
  - Drew Brandon, amerykański koszykarz
  - Thibaut Courtois, belgijski piłkarz, bramkarz
  - Anna Róża Kołacka, polska malarka
  - Christina McHale, amerykańska tenisistka
  - McKenzie Moore, amerykańsko-filipiński koszykarz
  - Pablo Sarabia, hiszpański piłkarz
  - Christoph Stauder, austriacki skoczek narciarski
- 12 maja:
  - Anna Brysz, polska judoczka
  - Erik Durm, niemiecki piłkarz
  - Angela Gabbiadini, włoska siatkarka
  - Malcolm David Kelley, amerykański aktor
  - Martyna Stelmach, polska koszykarka
- 13 maja:
  - Thievy Bifouma, kongijsko-francuski piłkarz
  - Georgina García Pérez, hiszpańska tenisistka
  - Keltie Hansen, kanadyjska narciarka dowolna
- 14 maja:
  - Wiaczesław Andrusienko, rosyjski pływak
  - Munis Dabbur, izraelski piłkarz
  - Yann-Erik de Lanlay, norweski piłkarz pochodzenia francuskiego
  - Hanna Skydan, azerska lekkoatletka, kulomiotka i młociarka pochodzenia ukraińskiego
- 15 maja:
  - Bartosz Bielenia, polski aktor
  - Danyjił Bołdyrew, ukraiński wspinacz sportowy
  - Patrycja Królikowska, polska piłkarka ręczna
  - Andrew Pozzi, brytyjski lekkoatleta, płotkarz pochodzenia włoskiego
  - Artūrs Salija, łotewski hokeista
  - Alyxandria Treasure, kanadyjska lekkoatletka, skoczkini wzwyż
  - Brooks Macek, kanadyjski hokeista
- 18 maja:
  - Adwoa Aboah, brytyjska modelka
  - Fernando Pacheco, hiszpański piłkarz
  - Theresa Plaisance, amerykańska koszykarka
  - Eltac Səfərli, azerski szachista
  - Benson Shilongo, namibijski piłkarz
  - Conor Washington, północnoirlandzki piłkarz pochodzenia angielskiego
- 19 maja:
  - Jewgienij Kuzniecow, rosyjski hokeista
  - Marshmello, amerykański DJ i producent muzyczny
  - Sam Smith, brytyjski piosenkarz, muzyk, kompozytor
  - Eleanor Tomlinson, brytyjska aktorka, modelka
  - Heather Watson, brytyjska tenisistka
  - Lisa-Maria Zeller, austriacka narciarka alpejska
- 20 maja:
  - Cate Campbell, australijska pływaczka
  - Damir Džumhur, bośniacki tenisista
  - Jack Gleeson, irlandzki aktor
  - Katarina Grujić, serbska piosenkarka
  - Daniel Haber, kanadyjski piłkarz
  - Miharu Imanishi, japońska tenisistka
  - Ildar Isangułow, rosyjski hokeista
  - Václav Kadlec, czeski piłkarz
  - Enes Kanter, turecki koszykarz
  - Agnieszka Kolasa, polska lekkoatletka, tyczkarka
  - Gerónimo Rulli, argentyński piłkarz
  - Fanny Smith, szwajcarska narciarka dowolna
  - Robin Wingbermühle, holenderska lekkoatletka, tyczkarka
- 21 maja:
  - Merveille Bokadi, kongijski piłkarz
  - Alex Bowen, amerykański narciarz dowolny
  - Hutch Dano, amerykański aktor, scenarzysta, piosenkarz, producent muzyczny
  - Diego Ferraresso, bułgarsko-brazylijski piłkarz
  - Olivia Olson, amerykańska aktorka, piosenkarka
  - Aleksandar Pešić, serbski piłkarz
- 22 maja:
  - Robin Knoche, niemiecki piłkarz
  - Anna Mąka, polska biathlonistka
  - D.J. Newbill, amerykański koszykarz
  - Nikołaj Penczew, bułgarski siatkarz
  - Chinami Tokunaga, japońska piosenkarka
- 23 maja – Asenate Manoa, lekkoatletka z Tuvalu, sprinterka
- 25 maja:
  - Jón Daði Böðvarsson, islandzki piłkarz
  - Dominika Nowakowska, polska siatkarka
- 26 maja:
  - Jonathan Cantillana, palestyński piłkarz pochodzenia chilijskiego
  - Bartosz Mariański, polski siatkarz
  - Rocky Nyikeine, nowokaledoński piłkarz, bramkarz
  - Germain Sanou, burkiński piłkarz, bramkarz
  - Lara Stock, niemiecko-chorwacka szachistka
- 27 maja:
  - Aaron Brown, kanadyjski lekkoatleta, sprinter
  - Masakazu Kamoi, japoński zapaśnik
  - Jeison Murillo, kolumbijski piłkarz
  - Tom Strohbach, niemiecki siatkarz
  - Laurence Vincent-Lapointe, kanadyjska kajakarka, kanadyjkarka
- 28 maja:
  - Jekatierina Akiłowa, kazachska siatkarka
  - Tom Carroll, angielski piłkarz
  - Gaku Shibasaki, japoński piłkarz
  - Henri Treial, estoński siatkarz
- 29 maja:
  - Melsahn Basabe, amerykański koszykarz
  - Nika Kwekweskiri, gruziński piłkarz
  - Aldona Morawiec, polska koszykarka
  - Gregg Sulkin, brytyjski aktor
- 30 maja:
  - Harrison Barnes, amerykański koszykarz
  - Oksana Kiselyova, azerska siatkarka
  - Jeremy Lamb, amerykański koszykarz
  - Julia Rządzińska, polska lekkoatletka, płotkarka
  - Adrian Żuchewicz(inne języki), polski aktor
- 31 maja:
  - Farhiya Abdi, szwedzka koszykarka
  - Ołeksandr Bielikow, ukraiński koszykarz,
  - Dmitrij Chomiakow, rosyjski sztangista
  - Laura Ikauniece-Admidiņa, łotewska lekkoatletka, wieloboistka
  - Marie Ange Mfoula, kameruńska koszykarka
  - Anna-Maria Sieklucka, polska aktorka
- 1 czerwca:
  - Brian Cook, amerykański siatkarz
  - Xavier Munford, amerykański koszykarz
  - Alejandra Onieva, hiszpańska aktorka
  - Alicia Perrin, kanadyjska siatkarka
  - Rubén Sobrino, hiszpański piłkarz
  - Gianmarco Tamberi, włoski lekkoatleta, skoczek wzwyż
- 2 czerwca: Ethan Slater, amerykański aktor i piosenkarz
- 3 czerwca:
  - Mario Götze, niemiecki piłkarz
  - Monika Linkytė, litewska piosenkarka
  - Issa Modibo Sidibé, nigerski piłkarz
- 4 czerwca:
  - Maegan Conwright, amerykańska koszykarka
  - Filip Hrgović, chorwacki bokser
  - Dino Jelusić, chorwacki piosenkarz
  - Joe Kruger, amerykański futbolista
  - Daniele Mazzone, włoski siatkarz
  - Giulia Pisani, włoska siatkarka
  - Julija Proncewicz, rosyjska zapaśniczka
  - Nikodem Rozbicki, polski aktor, muzyk, didżej
  - Aleksa Šaponjić, serbski piłkarz wodny
  - Martina Valcepina, włoska łyżwiarka szybka, specjalistka short tracku
- 5 czerwca:
  - Brenda Castillo, dominikańska siatkarka
  - Michael Gbinije, amerykańsko-nigeryjski koszykarz
  - Łukasz Krupiński, polski pianista
  - Alexander López, honduraski piłkarz
  - Aneta Pechancová, czeska pływaczka
  - Markus Schiffner, austriacki skoczek narciarski
  - Emily Seebohm, australijska pływaczka
- 6 czerwca:
  - Bauyrżan Bajtana, kazachski piłkarz
  - Hyuna, południowokoreańska piosenkarka, raperka
  - Mustafa Kaya, turecki zapaśnik
  - Sidy Koné, malijski piłkarz
  - Jonas Kvalen, norweski siatkarz
  - Mitch McGary, amerykański koszykarz
  - Birama Touré, malijski piłkarz
- 7 czerwca:
  - Franka Batelić, chorwacka piosenkarka, autorka tekstów, aktorka dubbingowa
  - Jordan Clarkson, amerykański koszykarz pochodzenia filipińskiego
- 8 czerwca – Sebá, brazylijski piłkarz
- 10 czerwca:
  - Keti Cacalaszwili, gruzińska szachistka
  - Rosanna Giel, kubańska siatkarka
  - Luís Martins, portugalski piłkarz
  - María Segura, hiszpańska siatkarka
  - Kate Upton, amerykańska modelka, projektantka, aktorka
  - Ryōta Yamagata, japoński lekkoatleta, sprinter
- 11 czerwca:
  - Lévy Madinda, gaboński piłkarz
  - Sylwia Matuszczyk, polska piłkarka ręczna
  - Damian Popiel, polski judoka
  - Eugene Simon, brytyjski aktor
- 12 czerwca:
  - Georgina Campbell, angielska aktorka
  - Philippe Coutinho, brazylijski piłkarz
  - Allie DiMeco, amerykańska aktorka
  - Ałła Hyłenko, ukraińska biathlonistka
  - Aleksandar Marelja, serbski koszykarz
  - Jonathan Osorio, kanadyjski piłkarz
- 13 czerwca:
  - Kamil Buchcic, polski piłkarz ręczny, bramkarz
  - Árni Frederiksberg, farerski piłkarz
  - Kim Jin-su, południowokoreański piłkarz
  - Paulina Pająk, polska siatkarka
  - Xiang Yanmei, chińska sztangistka
- 14 czerwca:
  - Nicholas Bett, kenijski lekkoatleta, płotkarz (zm. 2018)
  - Ben Halloran, australijski piłkarz
  - Jani Kovačič, słoweński siatkarz
  - Stefan Medina, kolumbijski piłkarz
  - Daryl Sabara, amerykański aktor
  - Justyna Wojtowicz, polska siatkarka
- 15 czerwca:
  - Kristie Ahn, amerykańska tenisistka
  - Mohamed Salah, egipski piłkarz
  - Dafne Schippers, holenderska lekkoatletka, sprinterka i wieloboistka
  - Marielle Thompson, kanadyjska narciarka dowolna
- 16 czerwca:
  - Damian Kądzior, polski piłkarz
  - Władimir Morozow, rosyjski pływak
  - Allison Ragan, amerykańska zapaśniczka
  - Matthias Zimmermann, niemiecki piłkarz
- 17 czerwca:
  - Belay Assefa, etiopski lekkoatleta, długodystansowiec
  - Tuğrul Erat, azerski piłkarz
  - Mujinga Kambundji, szwajcarska lekkoatletka, sprinterka pochodzenia kongijskiego
  - Maxime Lestienne, belgijski piłkarz
  - Fredrik Ulvestad, norweski piłkarz
- 19 czerwca:
  - Carlos Ascues, peruwiański piłkarz pochodzenia wenezuelskiego
  - Paulina Piechnik, polska piłkarka ręczna
  - Marta Wawrzynkowska, polska piłkarka ręczna
- 20 czerwca:
  - Mohammed Diarra, gwinejski piłkarz
  - Patryk Dudek, polski żużlowiec
  - Kim Woo-jin, południowokoreański łucznik
  - Ewelina Mikołajewska, polska siatkarka
- 21 czerwca:
  - Mateusz Pacewicz, polski scenarzysta filmowy
  - Max Schneider, amerykański model, tancerz, piosenkarz, muzyk, aktor pochodzenia żydowskiego
  - Irene Schouten, holenderska łyżwiarka szybka
  - Talib Tawatha, izraelski piłkarz
- 22 czerwca:
  - Erika Kirpu, estońska szpadzistka
  - Ołena Krawaćka, ukraińska szablistka
  - Mehrdad Mardani, irański zapaśnik
  - Tima Turijewa, rosyjska sztangistka
- 23 czerwca:
  - Louisa Connolly-Burnham, brytyjska aktorka
  - Kate Melton, amerykańska aktorka
  - Nampalys Mendy, francuski piłkarz pochodzenia senegalskiego
  - Bridget Sloan, amerykańska gimnastyczka
  - Njambajaryn Tögscogt, mongolski bokser
- 24 czerwca:
  - David Alaba, austriacki piłkarz pochodzenia nigeryjskiego
  - Merika Enne, fińska snowboardzistka
  - Raven Goodwin, amerykańska aktorka
  - Samuel Harrison, brytyjski kolarz szosowy, torowy i przełajowy
  - Stuart Hogg, szkocki rugbysta
  - Germán Sánchez, meksykański skoczek do wody
  - Isaac Thelin, szwedzki piłkarz
  - Katarzyna Trzeciak, polska koszykarka
- 25 czerwca:
  - Koen Casteels, belgijski piłkarz, bramkarz
  - Kayla McBride, amerykańska koszykarka
  - Romel Quiñónez, boliwijski piłkarz, bramkarz
  - Kelsey Robinson, amerykańska siatkarka
  - Manel Yagoubi, algierska siatkarka
- 26 czerwca:
  - Hitender Beniwal, indyjski zapaśnik
  - Joel Campbell, kostarykański piłkarz
  - Rudy Gobert, francuski koszykarz
  - Jennette McCurdy, amerykańska aktorka, piosenkarka
  - Aleksiej Nazarow, rosyjski piosenkarz, kompozytor, producent muzyczny
- 27 czerwca:
  - Michał Daszek, polski piłkarz ręczny
  - Deja McClendon, amerykańska siatkarka
  - Ferry Weertman, holenderski pływak długodystansowy
  - Joseph Young, amerykański koszykarz
- 28 czerwca:
  - Oscar Hiljemark, szwedzki piłkarz
  - Ayla Kisiel, polska lekkoatletka, sprinterka
  - Elaine Thompson, jamajska lekkoatletka, sprinterka
- 29 czerwca:
  - Diamond Dixon, amerykańska lekkoatletka, sprinterka
  - Michalina Olszańska, polska aktorka
  - Gabrieła Petrowa, bułgarska lekkoatletka, trójskoczkini
  - Adam G. Sevani, amerykański aktor, wokalista, tancerz pochodzenia ormiańskiego
  - Jan Krzysztof Szyszko, polski urzędnik państwowy, wiceminister
- 30 czerwca:
  - Monika Potokárová, słowacka aktorka (zm. 2019)
  - Jovana Stevanović, serbska siatkarka
  - Royce Woolridge, amerykański koszykarz
- 1 lipca:
  - Ásgeir, islandzki piosenkarz, muzyk, autor tekstów
  - Sonja Greinacher, niemiecka koszykarka
  - Natalie Hagglund, amerykańska siatkarka
  - Kristen Hixson, amerykańska lekkoatletka, tyczkarka
  - Natalja Krotkowa, rosyjska siatkarka
  - Mia Malkova, amerykańska aktorka pornograficzna
  - Kirsten Moore-Towers, kanadyjska łyżwiarka figurowa
  - Aaron Sanchez, amerykański baseballista pochodzenia meksykańskiego
  - So Sim-hyang, północnokoreańska zapaśniczka
  - Lise Van Hecke, belgijska siatkarka
- 2 lipca:
  - Octavio Barbosa Ribeiro, portugalski wioślarz
  - Madison Chock, amerykańska łyżwiarka figurowa
  - Manon Houette, francuska piłkarka ręczna
  - Khalid Muftah, katarski piłkarz
  - Tatjana Pinto, niemiecka lekkoatletka, sprinterka pochodzenia portugalsko-angolskiego
  - Cezary Samełko, polski bokser
  - Nana Takagi, japońska łyżwiarka szybka
  - Jānis Timma, estoński koszykarz (zm. 2024)
- 3 lipca:
  - Robert Baran, polski zapaśnik
  - Karen Barritza, duńska tenisistka
  - Norbert Gyömbér, słowacki piłkarz pochodzenia węgierskiego
  - Maureen Koster, holenderska lekkoatletka, biegaczka średniodystansowa
  - Nathalia Ramos, amerykańska aktorka, piosenkarka pochodzenia hiszpańsko-żydowskiego
  - Molly Sandén, szwedzka piosenkarka
  - Miguel Trauco, peruwiański piłkarz
- 4 lipca:
  - Basim, duński piosenkarz pochodzenia marokańskiego
  - Yuki Bhambri, indyjski tenisista
  - Jennifer Cross, kanadyjska siatkarka
  - Grikor Grikorian, ormiański zapaśnik
  - Eleriin Haas, estońska lekkoatletka, skoczkini wzwyż
  - Allison Peter, lekkoatletka z Wysp Dziewiczych Stanów Zjednoczonych, sprinterka
  - José Antonio Rodríguez, meksykański piłkarz, bramkarz
  - Iryna Warwyneć, ukraińska biathlonistka
- 5 lipca:
  - Rafał Janicki, polski piłkarz
  - Ladislav Krejčí, czeski piłkarz
  - Alberto Moreno, hiszpański piłkarz
  - Chiara Scholl, amerykańska tenisistka
- 6 lipca:
  - Dominik Furman, polski piłkarz
  - Han Na-lae, południowokoreańska tenisistka
  - Liang Wenhao, chiński łyżwiarz szybki, specjalista short tracku
  - Desmond Washington, amerykański koszykarz
- 7 lipca:
  - Cristiano Felício, brazylijski koszykarz
  - Toni Garrn, niemiecka modelka
  - Jose Izquierdo, kolumbijski piłkarz
  - Kenneth To, australijski pływak (zm. 2019)
- 8 lipca:
  - Sky Ferreira, amerykańska piosenkarka, autorka tekstów, modelka, aktorka
  - Jasmin Glaesser, kanadyjska kolarka szosowa i torowa
  - Hallur Hansson, farerski piłkarz
  - Sandi Morris, amerykańska lekkoatletka, tyczkarka
  - Iwan Ordeć, ukraiński piłkarz
  - Son Heung-min, południowokoreański piłkarz
  - Yano, angolski piłkarz
- 10 lipca – Ahn Ji-hyun, południowokoreańska aktorka
- 11 lipca:
  - Maja Blazej, słoweńska lekkoatletka, tyczkarka
  - Karise Eden, australijska piosenkarka, autorka tekstów
  - Mohamed Elneny, egipski piłkarz
  - Petr Vakoč, czeski kolarz szosowy
- 13 lipca:
  - Megan Gunning, kanadyjska narciarka dowolna
  - Paulina Mikiewicz-Łapińska, polska lekkoatletka, biegaczka średniodystansowa
  - Airinė Palšytė, litewska lekkoatletka, skoczkini wzwyż
  - Dylan Patton, amerykański model, aktor
  - Odyssey Sims, amerykańska koszykarka
  - Abigail Tere-Apisah, papuańska tenisistka
- 14 lipca:
  - Jonas Hofmann, niemiecki piłkarz
  - Gabriela Jasińska, polska siatkarka
  - Oscar Lewicki, szwedzki piłkarz pochodzenia polsko-niemieckiego
  - Anna Mirtowa, rosyjska narciarka dowolna
  - Joanna Oleksiuk, polska lekkoatletka, miotaczka
  - Marshall Plumlee, amerykański koszykarz
- 15 lipca:
  - Dane Bird-Smith, australijski lekkoatleta, chodziarz
  - Cordell Cato, trynidadzko-tobagijski piłkarz
  - Mindaugas Grigaravičius, litewski piłkarz
  - Tobias Harris, amerykański koszykarz
  - Buse Kayacan, turecka siatkarka
  - Sara Klisura, serbska siatkarka
  - Koharu Kusumi, japońska piosenkarka
  - Kahina Messaoudene, algierska siatkarka
  - Yoshinori Mutō, japoński piłkarz
  - Wayde van Niekerk, południowoafrykański lekkoatleta, sprinter
  - Porter Robinson, amerykański didżej, producent muzyczny
- 16 lipca:
  - Angelika Kowalska, polska koszykarka
  - Guzior, polski raper, autor tekstów
  - Igo, polski piosenkarz, kompozytor, autor tekstów
  - Agnieszka Kaczorowska, polska aktorka, tancerka
  - Sun Mengran, chińska koszykarka
  - Samara Rodrigues de Almeida, brazylijska siatkarka
  - Jarosław Zyskowski (młodszy), polski koszykarz
- 17 lipca:
  - Houleye Ba, mauretańska lekkoatletka, biegaczka
  - Nick Bjugstad, amerykański hokeista
  - Vander Blue, amerykański koszykarz
  - Igor Bubnjić, chorwacki piłkarz
  - Mehdy Metella, francuski pływak
  - Sverre Lunde Pedersen, norweski łyżwiarz szybki
- 18 lipca:
  - Tanasis Andetokunmbo, grecki koszykarz pochodzenia nigeryjskiego
  - Kinga Bandyk, polska koszykarka
  - Damian Kapica, polski hokeista
  - Mahdi Taremi, irański piłkarz
- 19 lipca:
  - Aaryn Ellenberg, amerykańska koszykarka
  - Emma Dahlström, szwedzka narciarka dowolna
  - Michael Hector, jamajski piłkarz
  - Robyn Parks, amerykańska koszykarka
- 20 lipca:
  - Ludmyła Kiczenok, ukraińska tenisistka
  - Nadija Kiczenok, ukraińska tenisistka
  - Noh Jin-kyu, południowokoreański łyżwiarz szybki (zm. 2016)
- 21 lipca:
  - Julia Beljajeva, estońska szpadzistka
  - Dawid Dryja, polski siatkarz
  - Chloe Ferrari, amerykańska siatkarka
  - Andrew Rayel, mołdawski didżej i producent muzyki trance
  - Kanae Tatsuta, japońska lekkoatletka, tyczkarka
- 22 lipca:
  - Ibrahima Dabo, madagaskarski piłkarz, bramkarz
  - Selena Gomez, amerykańska aktorka, piosenkarka pochodzenia meksykańsko-włoskiego
  - Václav Lebeda, czeski piosenkarz, autor piosenek
  - Kristýna Petrová, czeska szachistka
- 23 lipca:
  - Jhon Cifuente, ekwadorski piłkarz
  - David Elmasllari, albański aktor, kompozytor
  - Danny Ings, angielski piłkarz
  - Karolina Karasiewicz, polska kolarka
  - Mateusz Kołosowski, polski szachista
  - Axel Toupane, francuski koszykarz
  - Peter Tschernegg, austriacki piłkarz
- 25 lipca – Duda Sanadze, gruziński koszykarz
- 27 lipca:
  - Ilie Cojocari, rumuński zapaśnik
  - Angelika Kuras, polska koszykarka
  - Lee Min-goo, południowokoreański aktor
  - Naïm Sliti, tunezyjski piłkarz
- 28 lipca:
  - Spencer Boldman, amerykański aktor
  - Misato Komatsubara, japońska łyżwiarka figurowa
  - Sabine Schöffmann, austriacka snowboardzistka
  - Bailey Wright, australijski piłkarz
- 30 lipca – Fabiano Caruana, włoski szachista
- 31 lipca:
  - Maurice Deville, luksemburski piłkarz
  - José Fernández, kubański baseballista (zm. 2016)
  - Kristers Gudļevskis, łotewski hokeista
  - Ryan Johansen, kanadyjski hokeista
  - Enora Latuillière, francuska biathlonistka
- 1 sierpnia:
  - Christian Cruz, ekwadorski piłkarz
  - Majed Hassan, emiracki piłkarz
  - Nicolae Milinceanu, mołdawski piłkarz
  - Olga Mullina, rosyjska lekkoatletka, tyczkarka
  - Austin Rivers, amerykański koszykarz
  - Jordan Sibert, amerykański koszykarz
- 2 sierpnia:
  - Charli XCX, brytyjska piosenkarka, autorka tekstów
  - Eddy Pascual, azerski piłkarz pochodzenia angolskiego
  - Olivia Price, australijska żeglarka sportowa
- 3 sierpnia:
  - Karlie Kloss, amerykańska modelka pochodzenia duńskiego
  - Gesa Felicitas Krause, niemiecka lekkoatletka, biegaczka długodystansowa
  - Diāna Marcinkēviča, łotewska tenisistka
  - Jannik Vestergaard, duński piłkarz pochodzenia niemieckiego
- 4 sierpnia:
  - Tetori Dixon, amerykańska siatkarka
  - Tiffany Evans, amerykańska piosenkarka, autorka tekstów
  - Daniele Garozzo, włoski florecista
  - Cole Sprouse, amerykański aktor
  - Dylan Sprouse, amerykański aktor
- 5 sierpnia:
  - Chen Ding, chiński lekkoatleta, chodziarz
  - Laurent Jans, luksemburski piłkarz
  - Katarzyna Lubońska, polska zawodniczka mieszanych sztuk walki (MMA)
  - Olga Podczufarowa, rosyjska biathlonistka
  - Estavana Polman, holenderska piłkarka ręczna
  - Daniella Szabó, węgierska lekkoatletka, tyczkarka
  - Corey Walden, amerykański koszykarz
- 6 sierpnia:
  - Mehdi Abeid, algierski piłkarz
  - Alizée Baron, francuska narciarka dowolna
  - Igor Jakubowski, polski bokser
  - Justyna Karpała, polska judoczka
  - Tara Moore, brytyjska tenisistka
  - Christian Sørensen, duński piłkarz
- 8 sierpnia:
  - Mushaga Bakenga, norweski piłkarz pochodzenia kongijskiego
  - Josip Drmić, szwajcarski piłkarz pochodzenia chorwackiego
  - Giselly Andrea Landazuri, kolumbijska lekkoatletka, trójskoczkini
  - Henry López, gwatemalski piłkarz
  - Jeff Louis, haitański piłkarz
- 9 sierpnia:
  - Andrei Ciolacu, rumuński piłkarz
  - Burkely Duffield, kanadyjski aktor
  - Alena Orta, kubańska siatkarka
  - Łeonard Żuta, macedoński piłkarz
- 10 sierpnia:
  - Damian Czykier, polski lekkoatleta, płotkarz
  - Kevin Lasagna, włoski piłkarz
  - Lee Jae-sung, południowokoreański piłkarz
  - Chanel Simmonds, południowoafrykańska tenisistka
  - Sun Yujie, chińska szpadzistka
  - Mateusz Zuchora, polski kajakarz
  - Ewelina Żurowska, polska siatkarka
- 11 sierpnia:
  - Tina Jakovina, słoweńska koszykarka
  - Jean Efala, kameruński piłkarz, bramkarz
  - Allisson Lozano, meksykańska aktorka, piosenkarka
  - Bujar Lika, albański piłkarz
  - Jores Okore, duński piłkarz pochodzenia iworyjskiego
  - Gilli Sørensen, farerski piłkarz
  - Wang Xin, chińska skoczkini do wody
- 12 sierpnia:
  - Paulina Kuras, polska koszykarka
  - Cara Delevingne, brytyjska modelka, aktorka
  - Tamaryn Hendler, belgijska tenisistka
  - Samantha Marshall, australijska pływaczka
- 13 sierpnia:
  - Lois Abbingh, holenderska piłkarka ręczna
  - Erdenbatyn Bechbajar, mongolski zapaśnik
  - Collins Fai, kameruński piłkarz
  - Lucas Moura, brazylijski piłkarz
  - Alicja Tchórz, polska pływaczka
  - Taijuan Walker, amerykański baseballista
  - Okaro White, amerykański koszykarz
- 14 sierpnia:
  - Jacob Blyth, angielski piłkarz
  - John Klingberg, szwedzki hokeista
  - Nzingha Prescod, amerykańska florecistka
  - Maksymilian Szuleka, polski siatkarz
- 15 sierpnia:
  - Baskaran Adhiban, indyjski szachista
  - Yao Di, chińska siatkarka
- 16 sierpnia:
  - Ventura Alvarado, amerykański piłkarz pochodzenia meksykańskiego
  - Quentin Fillon Maillet, francuski biathlonista
  - Thomas Krol, holenderski łyżwiarz szybki
  - Piotr Lisek, polski lekkoatleta, tyczkarz
  - Alexandra Muñoz, peruwiańska siatkarka
  - Enzo Roco, chilijski piłkarz
  - Diego Schwartzman, argentyński tenisista
  - Nur Tatar, turecka taekwondzistka
- 17 sierpnia:
  - Jeanine Assani Issouf, francuska lekkoatletka, trójskoczkini
  - Rusheen McDonald, jamajski lekkoatleta, sprinter
  - Fabrice Mels, belgijski kolarz górski
  - Edgar Salli, kameruński piłkarz
  - Nikola Stojiljković, serbski piłkarz
- 18 sierpnia:
  - Elizabeth Beisel, amerykańska pływaczka
  - Bogdan Bogdanović, serbski koszykarz
  - Tori Jarosz, amerykańska koszykarka
  - Richard Lásik, słowacki piłkarz
  - Leh, polski raper (zm. 2019)
  - Daria Zawiałow, polska piosenkarka, autorka tekstów, kompozytorka
- 19 sierpnia:
  - Daniel Dziwniel, polski piłkarz
  - Teitur Gestsson, farerski piłkarz, bramkarz
  - Mohammad Hosejn Mohammadijan, irański zapaśnik
  - Estelle Mossely, francuska pięściarka
- 20 sierpnia:
  - Ezzatollah Akbari, irański zapaśnik
  - Demi Lovato, amerykańska piosenkarka, autorka tekstów, multiinstrumentalistka, aktorka, reżyserka teledysków
  - Alex Newell, amerykański aktor, piosenkarz
  - Deniss Rakels, łotewski piłkarz
  - Callum Skinner, brytyjski kolarz torowy
- 21 sierpnia – Bryce Dejean-Jones, amerykański koszykarz (zm. 2016)
- 22 sierpnia:
  - Vladimír Coufal, czeski piłkarz
  - Ryuichi Kihara, japoński łyżwiarz figurowy
  - Cheyenne Parker, amerykańska koszykarka
- 23 sierpnia:
  - Nur Ahmadi, afgański zapaśnik
  - Kim Gloss, niemiecka piosenkarka pochodzenia polskiego
  - Henri Ndong, gaboński piłkarz
  - Lennard Sowah, niemiecki piłkarz pochodzenia ghańskiego
- 24 sierpnia:
  - Uljana Donskowa, rosyjska gimnastyczka artystyczna
  - Matthew Glaetzer, australijski kolarz torowy
  - Warazdat Harojan, ormiański piłkarz
  - Raman Hrabarenka, białoruski hokeista
  - Alicja Juszkiewicz, polska aktorka
- 25 sierpnia:
  - Angelica Mandy, brytyjska aktorka
  - Miyabi Natsuyaki, japońska piosenkarka
  - Ricardo Rodríguez Araya, szwajcarski piłkarz pochodzenia hiszpańsko-chilijskiego
  - Janae Smith, amerykańska koszykarka
- 26 sierpnia:
  - Maikel Franco, dominikański baseballista
  - Tomáš Koubek, czeski piłkarz, bramkarz
  - Coryn Rivera, amerykańska kolarka szosowa
  - Yang Yilin, chińska gimnastyczka
- 27 sierpnia:
  - Damian Dąbrowski, polski piłkarz
  - A.J. Hammons, amerykański koszykarz
  - Blake Jenner, amerykański aktor, piosenkarz
  - Stefan Lainer, austriacki piłkarz
  - Kim Petras, niemiecka piosenkarka
  - Daniel Ståhl, szwedzki lekkoatleta, dyskobol
  - Tatjana Stieciuk, rosyjska lekkoatletka, tyczkarka
- 28 sierpnia:
  - Dzmitryj Alisiejka, białoruski piłkarz
  - Joanna Banach, polska lekkoatletka, płotkarka
  - Bismack Biyombo, kongijski koszykarz
  - Ismaël Diomandé, iworyjski piłkarz
  - Cédric Djeugoué, kameruński piłkarz
  - Gabriela Drăgoi, rumuńska gimnastyczka
  - Hanna Huśkowa, białoruska narciarka dowolna
  - Gina Reuland, luksemburska lekkoatletka, tyczkarka
- 29 sierpnia:
  - Monika Jasnowska, polska koszykarka
  - Valeriya Kanatova, uzbecka lekkoatletka, trójskoczkini
  - Noah Syndergaard, amerykański baseballista pochodzenia duńskiego
  - Magdalena Szczerkowska, polska tenisistka stołowa
- 30 sierpnia:
  - Cédric Doumbé, francuski kick-boxer pochodzenia kameruńskiego
  - Jessica Henwick, brytyjska aktorka pochodzenia singapurskiego
  - Filip Ivić, chorwacki piłkarz ręczny, bramkarz
  - Lukas Kübler, niemiecki piłkarz
  - Tchê Tchê, brazylijski piłkarz
- 31 sierpnia:
  - Holly Earl, brytyjska aktorka
  - Kacper Gonciarz, polski siatkarz
  - Maryja Mamaszuk, białoruska zapaśniczka
  - Nicolás Tagliafico, argentyński piłkarz pochodzenia włoskiego
- 1 września:
  - Cristiano Biraghi, włoski piłkarz
  - Vianney Blanco, kostarykański piłkarz
  - Kirani James, grenadyjski lekkoatleta, czterystumetrowiec
  - Anton Łobanow, rosyjski pływak
  - Egidijus Mockevičius, litewski koszykarz
  - Patrycja Piechowiak, polska sztangistka
- 2 września:
  - Bria Goss, amerykańska koszykarka
  - Sergio Aguza, hiszpański piłkarz
  - Jorge Benítez, paragwajski piłkarz
  - Jim Gottfridsson, szwedzki piłkarz ręczny
  - Xenia Knoll, szwajcarska tenisistka
  - Emiliano Martínez, argentyński piłkarz, bramkarz
  - Rae Morris, brytyjska piosenkarka, kompozytorka, autorka tekstów
  - Scott Quigley, angielski piłkarz
- 3 września:
  - Sara Da Col, włoska zapaśniczka
  - Sachie Ishizu, japońska tenisistka
  - Paweł Kapuła, polski dyrygent
  - Sebastian Lletget, amerykański piłkarz pochodzenia argentyńskiego
  - Sakszi Malik, indyjska zapaśniczka
  - Marko Petković, serbski piłkarz
  - Karolina Tałach, polska judoczka
  - Anna Warakomska, polska szachistka
- 4 września:
  - Sara Hector, szwedzka narciarka alpejska
  - Layvin Kurzawa, francuski piłkarz pochodzenia polskiego
  - Keanau Post, kanadyjski koszykarz
- 5 września:
  - Jonas Brøndum Andersen, duński żużlowiec
  - Nadja Kampschulte, niemiecka lekkoatletka, skoczkini wzwyż
  - Daimara Lescay, kubańska siatkarka
  - Łukasz Rzepecki, polski samorządowiec, polityk, poseł na Sejm RP
  - Aleksandar Trajkowski, macedoński piłkarz
- 6 września – Grzegorz Macko, polski samorządowiec i urzędnik, wicemarszałek województwa dolnośląskiego
- 7 września – Anna Jurakowa, rosyjska łyżwiarka szybka
- 8 września:
  - Bernard, brazylijski piłkarz
  - Temi Fagbenle, brytyjska koszykarka pochodzenia nigeryjskiego
  - Michał Jakóbowski, polski piłkarz
  - Kwak Ye-ji, południowokoreańska łuczniczka
  - Nino Niederreiter, szwajcarski hokeista
  - Sabina Podlasek, polska siatkarka
- 10 września – Ricky Ledo, amerykański koszykarz
- 12 września:
  - Abdeil Ayarza, panamski piłkarz
  - Alexia Fast, kanadyjska aktorka
  - Olga Jankowska, polska aktorka
  - David Kravish, amerykański koszykarz
  - Mahmood, włoski piosenkarz
  - Ragnhild Mowinckel, norweska narciarka alpejska
  - Molly Tarlov, amerykańska aktorka
  - Emilia Zdunek, polska piłkarka
- 14 września:
  - Ramona Casimiro, polska koszykarka
  - Raffaella Camet, peruwiańska siatkarka
  - Connor Fields, amerykański kolarz BMX
  - Ronny J, amerykański raper, autor tekstów, producent muzyczny
  - Kirsten Knip, holenderska siatkarka
  - Cassie Sharpe, kanadyjska narciarka dowolna
  - Sebastian Szypuła, polski kajakarz
  - Karl Toko Ekambi, kameruński piłkarz
  - Danielle Williams, jamajska lekkoatletka, płotkarka
- 15 września:
  - Mariana Cherdivară, mołdawska zapaśniczka
  - Hinikissia Ndikert, czadyjska lekkoatletka, sprinterka
  - Sun Yanan, chińska zapaśniczka
- 16 września:
  - Vytenis Čižauskas, litewski koszykarz
  - Thomas Douglas-Powell, australijski siatkarz
  - Nick Jonas, amerykański muzyk, wokalista, aktor
  - Jonas Knudsen, duński piłkarz
  - Jatta Salmela, fińska lekkoatletka, tyczkarka
- 17 września:
  - Toğrul Əsgərov, azerski zapaśnik
  - Yuki Irie, japońska zapaśniczka
  - Kemar Lawrence, jamajski piłkarz
  - Liu Jiayu, chińska snowboardzistka
  - Alfonzo McKinnie, amerykański koszykarz
- 18 września:
  - Kendra Harrison, amerykańska lekkoatletka, płotkarka
  - Izabela Sosnowska, polska lekkoatletka, sprinterka
  - Simon Thern, szwedzki piłkarz
  - Shara Venegas, portorykańska siatkarka
- 19 września – Z.B.U.K.U, polski raper
- 20 września:
  - Javere Bell, jamajski lekkoatleta, sprinter
  - Dylan Borlée, belgijski lekkoatleta, sprinter
  - Peter Prevc, słoweński skoczek narciarski
  - Safura, azerska piosenkarka
  - Anastasiya Svechnikova, uzbecka lekkoatletka, oszczepniczka
  - Michał Żyro, polski piłkarz
- 21 września:
  - Audrey Bruneau, francuska piłkarka ręczna
  - Jacek Góralski, polski piłkarz
  - Kim Jong-dae(inne języki), południowokoreański piosenkarz
  - Souleymane Koanda, burkiński piłkarz
  - Petra Malkoč, chorwacka lekkoatletka, tyczkarka
  - Devyn Marble, amerykański koszykarz
  - Kabange Mupopo, zambijska lekkoatletka, sprinterka
  - Marija Muzyczuk, ukraińska szachistka
- 22 września:
  - Philip Hindes, brytyjski kolarz torowy
  - Bob Jungels, luksemburski kolarz szosowy
  - Jeanne Van Dyk, południowoafrykańska lekkoatletka, tyczkarka
- 23 września:
  - Wojciech Leszczyński, polski koszykarz
  - Oğuzhan Özyakup, turecki piłkarz
  - Finn Russell, szkocki rugbysta
  - Joanna Stankiewicz, polska judoczka
  - Zézinho, piłkarz z Gwinei Bissau
- 24 września:
  - Krystyna Klimczak, polska łyżwiarka figurowa
  - Jack Sock, amerykański tenisista
- 25 września:
  - Kim Jang-mi, południowokoreańska strzelczyni sportowa
  - Mulern Jean, haitańska lekkoatletka, płotkarka
  - Massimo Luongo, australijski piłkarz pochodzenia włoskiego
  - Roko Rogić, chorwacki koszykarz
- 28 września:
  - Adeline Baud-Mugnier, francuska narciarka alpejska
  - Khem Birch, kanadyjski koszykarz
  - Skye McCole Bartusiak, amerykańska aktorka dziecięca
  - Paula Ormaechea, argentyńska tenisistka
- 30 września – Bria Hartley, amerykańska koszykarka, posiadająca także francuskie obywatelstwo
- 1 października – Mawzuna Czorijewa, tadżycka pięściarka, medalistka olimpijska
- 2 października:
  - Shane Larkin, amerykański koszykarz
  - Mathieu Wojciechowski, polski koszykarz
- 3 października:
  - Lena Gschwendtner, niemiecka siatkarka
  - Levi Randolph, amerykański koszykarz
- 4 października:
  - Génesis Collazo, portorykańska siatkarka
  - Rupi Kaur, indyjsko-kanadyjska poetka, rysowniczka
- 6 października:
  - Marta Knoch, polska łyżwiarka szybka
  - Aki Matsuhashi, japońska skoczkini narciarska
- 7 października – Will Cummings, amerykański koszykarz
- 8 października:
  - Chelsea Gray, amerykańska koszykarka
  - Maria João Koehler, portugalska tenisistka
  - Lidzija Marozawa, białoruska tenisistka
- 9 października:
  - Danica Radenković, serbska siatkarka
  - Jerian Grant, amerykański koszykarz
- 10 października – Jamar Rolando McNaughton Jr., jamajski wokalista reggae i dancehall
- 12 października:
  - Josh Hutcherson, amerykański aktor filmowy i telewizyjny
  - Aaron Long, amerykański piłkarz
- 13 października:
  - Alexandra Herbríková, czeska łyżwiarka figurowa
  - Shelby Rogers, amerykańska tenisistka
  - Carly Wopat, amerykańska siatkarka
- 14 października – Andżelika Przybylska, polska lekkoatletka, dyskobolka
- 16 października:
  - Viktorija Golubic, szwajcarska tenisistka
  - Ncuti Gatwa, szkocki aktor filmowy i telewizyjny pochodzenia rwandyjskiego
- 17 października – Anthony Gill, amerykański koszykarz
- 18 października:
  - Rushell Clayton, jamajska lekkoatletka, płotkarka
  - Eva Rupnik, słoweńska koszykarka
- 19 października – Laura Tomsia, polska siatkarka
- 22 października:
  - Shéyaa Bin Abraham-Joseph, angielski raper, autor tekstów i producent muzyczny
  - Samantha Logic, amerykańska koszykarka
- 24 października:
  - Thelma Fardin, argentyńska aktorka młodego pokolenia
  - Phil Greene, amerykański koszykarz
- 26 października – Ayşegül Günay, turecka koszykarka
- 28 października – Laura Svarytė, litewska koszykarka
- 29 października:
  - Evan Fournier, francuski koszykarz
  - Tanja Joachim, niemiecka siatkarka
- 30 października – Małgorzata Hołub-Kowalik, polska lekkoatletka, sprinterka
- 31 października – Anna Stepaniuk, ukraińska siatkarka
- 1 listopada – Magda Malinowska, polska lekkoatletka, sprinterka
- 3 listopada – Walerija Sołowjowa, rosyjska tenisistka
- 4 listopada – Chloe Wells, amerykańska koszykarka
- 5 listopada:
  - Klara Kocmanova, czeska polityczka
  - Piotr Kowal, polski polityk, samorządowiec, poseł na Sejm RP
  - Javon McCrea, amerykański koszykarz
  - Magomied Ozdojew, rosyjski piłkarz pochodzenia inguskiego
  - Marco Verratti, włoski piłkarz
- 6 listopada:
  - Rebecca Allen, australijska koszykarka
  - Nasja Dimitrowa, bułgarska siatkarka
  - Paula Kania, polska tenisistka
  - Stefan Ortega, niemiecki piłkarz
  - Gabriela Reyes, dominikańska siatkarka
  - Joshua Smits, holenderski piłkarz
- 7 listopada – Agnès Raharolahy, francuska lekkoatletka, sprinterka
- 8 listopada:
  - Filip Arežina, bośniacki piłkarz
  - Yamila Santas, kubańska siatkarka
- 10 listopada:
  - Amina Belkadi, algierska judoczka
  - Haley Eckerman, amerykańska siatkarka
  - Micha Hancock, amerykańska siatkarka
  - Mattia Perin, włoski piłkarz
  - Ulrik Saltnes, norweski piłkarz
  - Maksim Waładźko, białoruski piłkarz
  - Rafał Wolski, polski piłkarz
  - Wilfried Zaha, iworyjski piłkarz
- 11 listopada:
  - Monika Bank, polska judoczka
  - Jan Boberek, polski aktor głosowy
  - Laura Sárosi, węgierska badmintonistka
- 12 listopada:
  - Trey Burke, amerykański koszykarz
  - Dāvis Bertāns, łotewski koszykarz
  - Pavla Šmídová, czeska siatkarka
- 13 listopada:
  - Fatoumata Gnacko, senegalska lekkoatletka, tyczkarka
  - Shabazz Muhammad, amerykański koszykarz
- 14 listopada – Morgann LeLeux, amerykańska lekkoatletka, tyczkarka
- 15 listopada:
  - Peangtarn Plipuech, tajska tenisistka
  - Daniela Seguel, chilijska tenisistka
- 17 listopada:
  - Katarzyna Kawa, polska tenisistka
  - Damiris Dantas, brazylijska koszykarka
  - Natasha Morrison, jamajska lekkoatletka, sprinterka
- 18 listopada – Nathan Kress, amerykański aktor
- 20 listopada:
  - Kristiina Mäkelä, fińska lekkoatletka, trójskoczkini
  - Adriana Pérez, wenezuelska tenisistka
- 22 listopada:
  - Jennifer Quesada, portorykańska siatkarka
  - Roksana Schmidt, polska koszykarka
- 23 listopada – Miley Cyrus, amerykańska aktorka i piosenkarka
- 24 listopada – Pia Weiand, niemiecka siatkarka
- 25 listopada:
  - Ana Bogdan, rumuńska tenisistka
  - Cindy Burger, holenderska tenisistka
- 27 listopada:
  - Alicja Boratyn, polska piosenkarka
  - Tola Szlagowska, polska wokalistka i kompozytorka
- 28 listopada – Adam Hicks, amerykański aktor i raper
- 1 grudnia – Viviana Ramos, meksykańska aktorka
- 3 grudnia – Justyna Święty-Ersetic, polska lekkoatletka, biegaczka
- 4 grudnia – Amanda Hendey, amerykańska zapaśniczka
- 7 grudnia – Nejc Dežman, słoweński skoczek narciarski
- 9 grudnia:
  - Kajetan Lewandowski, polski aktor dubbingowy
  - Jonathan Holmes, amerykański koszykarz
- 11 grudnia:
  - Michał Sokołowski, polski koszykarz
  - Malcolm Brogdon, amerykański koszykarz
- 12 grudnia – Maria Luísa Oliveira, brazylijska siatkarka
- 13 grudnia – Anastasija Bryzgałowa, rosyjska curlerka
- 16 grudnia – Ulrikke Eikeri, norweska tenisistka
- 17 grudnia:
  - Aurélie De Ryck, belgijska lekkoatletka, tyczkarka
  - Buddy Hield, bahamski koszykarz
- 18 grudnia:
  - Adam Cieślar, polski kombinator norweski
  - Bridgit Mendler, amerykańska aktorka i piosenkarka
- 21 grudnia – Isobel Pooley, brytyjska lekkoatletka, skoczkini wzwyż
- 23 grudnia:
  - Honorata Skarbek, polska piosenkarka
- 26 grudnia:
  - Emilia Galińska, polska piłkarka ręczna
  - Adrianna Kreft, polska zawodniczka mieszanych sztuk walki (MMA)
  - Byron Wesley, amerykański koszykarz
  - Stefan Wilmont, polski przestępca, zabójca prezydenta Gdańska
- 27 grudnia – Ryan Boatright, amerykański koszykarz
- 28 grudnia – Alicja Stefańska, polska siatkarka
- 31 grudnia – Chauzje Choosha, zambijska lekkoatletka, sprinterka

## Zdarzenia astronomiczne
- 4 stycznia – obrączkowe zaćmienie Słońca
- 15 czerwca – zaćmienie Księżyca
- 30 czerwca – całkowite zaćmienie Słońca
- 9 grudnia – zaćmienie Księżyca
- 24 grudnia – częściowe zaćmienie Słońca

## Nagrody Nobla
- z fizyki – Georges Charpak
- z chemii – Rudolph A. Marcus
- z medycyny – Edwin Gerhard Krebs, Edmond Fischer
- z literatury – Derek Walcott
- nagroda pokojowa – Rigoberta Menchu Tum
- z ekonomii – Gary Becker

## Święta ruchome
- Tłusty czwartek: 27 lutego
- Ostatki: 3 marca
- Popielec: 4 marca
- Niedziela Palmowa: 12 kwietnia
- Wielki Czwartek: 16 kwietnia
- Pamiątka śmierci Jezusa Chrystusa: 17 kwietnia
- Wielki Piątek: 17 kwietnia
- Wielka Sobota: 18 kwietnia
- Wielkanoc: 19 kwietnia
- Poniedziałek Wielkanocny: 20 kwietnia
- Wniebowstąpienie Pańskie: 28 maja
- Zesłanie Ducha Świętego: 7 czerwca
- Boże Ciało: 18 czerwca